# Cheval au XXe siècle
Vous lisez un « bon article » labellisé en 2013.

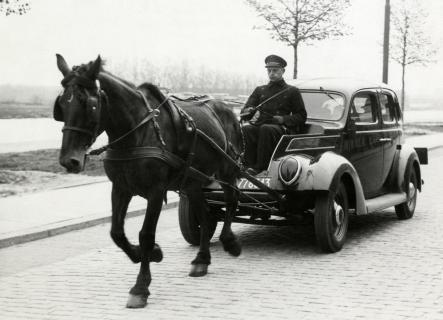
Taxi automobile tracté par un cheval durant la pénurie de carburant consécutive à la Seconde Guerre mondiale, aux Pays-Bas.

L'histoire du cheval au XXe siècle est marquée par un profond changement dans la relation entre l'humain et le cheval. Dans les pays développés, l'animal militaire et utilitaire du début du siècle voit son utilisation réorientée vers le loisir et la compétition sportive. Dans cette époque d'un des trois grands bouleversements de cette relation, Jean-Pierre Digard voit une rupture majeure de l'histoire des sociétés humaines. Le statut utilitaire du cheval existait depuis le Néolithique. Les conséquences de cette rupture se manifestent notamment en termes de cadre et de rythme de vie.
En quelques décennies, le XXe siècle voit la fin des chevaux de transport urbain, déjà amorcée au XIXe siècle. Ils disparaissent également du travail agricole, et donc du quotidien campagnard, alors qu'ils y étaient omniprésents au siècle précédent. Les cavaleries militaires cessent d'être employées et, parallèlement, un nouveau rapport relationnel se construit, basé sur l'utilisation sportive du cheval. L'hippisme se développe au contraire très nettement, soutenu par la popularité des paris sportifs. Des sports équestres apparaissent aux Jeux olympiques dès 1900 à Paris, avant que les épreuves olympiques actuelles ne soient admises de façon systématique à partir de 1912 à Stockholm. La pratique de l'équitation entre parmi les loisirs de masse dans les pays développés, le nombre de cavaliers connaît dès lors une augmentation importante doublée d'une nette féminisation. La randonnée équestre, qui était déconsidérée, est plébiscitée à la fin du siècle. Ainsi, le XXe siècle, qui a vu s'effondrer les effectifs de chevaux dans nombre de pays, est également marqué par le développement de l'équitation de loisir et l'apparition des chevaux d'agrément, au statut proche de l'animal de compagnie.
Certains peuples cavaliers, notamment ceux qui ont été intégrés à l'URSS tels que les Iakoutes et les Cosaques, perdent ou voient reculer leurs traditions équestres. D'autres, comme les Mongols, les conservent tout au long du siècle. La sensibilité envers le traitement du cheval s'accroît. L'hippophagie est l'objet d'un rejet de plus en plus fort dans les pays occidentaux. La mode de l'équitation éthologique se développe, notamment sous l'influence du film à succès L'Homme qui murmurait à l'oreille des chevaux en 1998. La production artistique n'oublie en effet pas le cheval, que ce soit dans les films de western ou dans la littérature, avec notamment les romans de la série L'Étalon noir.

## La fin d'un monde
En l'espace d'une génération, la civilisation du cheval vient de disparaître. Une civilisation quasi-universelle, dont l'origine se perd dans les millénaires, vient de mourir sans bruit, discrètement. [...] Il s'agit là d'une rupture décisive et irréversible dans l'histoire des sociétés.
La fin du cheval utilitaire est un événement souvent passé sous silence par les historiens. L'importance des chevaux de traction, qui étaient au centre des déplacements humains et du travail agricole, est elle aussi largement oubliée. L'exploitation humaine de la force du cheval existait pourtant depuis cinq millénaires, dès l'époque néolithique. La vitesse de transport sur terre n'avait presque pas évolué depuis l'Empire romain. Le cheval s'est révélé primordial dans l'histoire de l'humanité. L'abandon de la force animale dans les villes puis dans le monde paysan représente un événement majeur. Ce bouleversement n'est pas sans conséquences, l'énergie chevaline et l'énergie électrique ou motorisée occupant des niches complètement différentes en termes de sources d'approvisionnement et de production. La transition culturelle entre cheval et moteur (l'idée de passer de l'un à l'autre) semble plus facilement acceptée que la transition matérielle (le remplacement effectif).
Comme le souligne l'historien Daniel Roche, le cheval quitte les villes, campagnes, mines et terrains de bataille, mais il continue d'occuper une place importante dans les activités, les goûts et l'imaginaire humains.

### Prémices

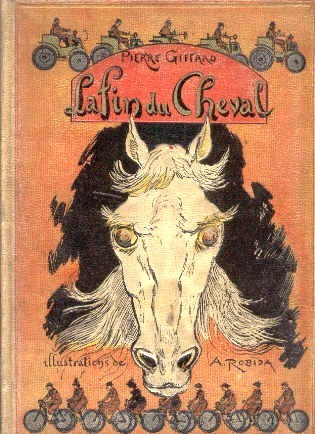
Couverture du livre La Fin du cheval de Pierre Giffard (1899), qui prédit la disparition de l'animal au profit des bicyclettes et des automobiles.

Le remplacement de l'énergie animale par les moteurs et les machines est déjà entamé à la fin du siècle précédent. Éleveurs de chevaux et vétérinaires s'alarment très tôt de la popularité de la bicyclette, convaincus qu'elle les mettra au chômage. L'invention du chemin de fer, celle du moteur à explosion et l'électrification ont déjà entraîné le remplacement de la traction animale par la machine dans les pays développés. En 1899, le Français Pierre Giffard publie La Fin du cheval, un livre illustré par Albert Robida, dans lequel il défend la thèse du remplacement du cheval par la bicyclette et l'automobile. La même année, La Jamais contente pulvérise le record du monde de vitesse automobile en atteignant les 100 km/h. Aux États-Unis comme en France, dès les années 1890, le cheval montre ses limites en termes de vitesse. Partout où s'implante une ligne de chemin de fer, il cesse d'être utilisé, ou bien se retrouve cantonné aux courts trajets attelés, généralement entre la gare et les villes pour le transport des marchandises et des personnes.

### Économie de l'élevage

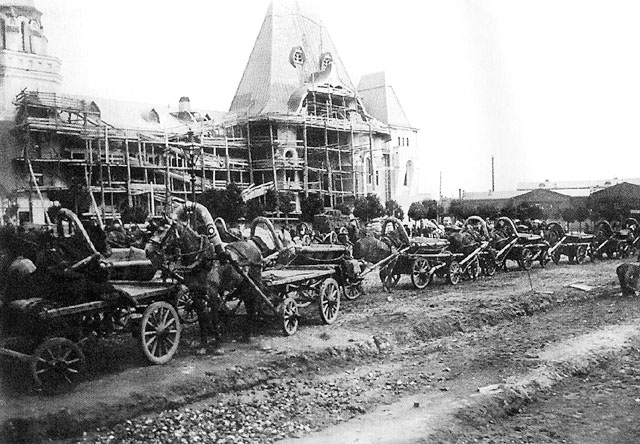
Construction de la gare de Iaroslavl à Moscou, 1903 ou 1904. Les chevaux cessent d'être employés au transport longue distance quand s'implante une ligne de chemin de fer.

Au début du siècle, les méthodes de sélection des chevaux sont abouties et empruntent à diverses influences, notamment au mendelisme, au darwinisme et à l'eugénisme. La mécanisation des transports et de l'agriculture, grâce à des machines hippotractées de plus en plus perfectionnées, permet d'exploiter la force du cheval avec de plus en plus d'efficacité. Jusque vers 1940, à l'échelle mondiale, la place du cheval dans l'économie et la vie quotidienne reste importante. De superbes chevaux de traction sont visibles, notamment en France, dans des entreprises de transport de marchandises lourdes. Vers 1925, les chevaux de transport routiers sont au sommet de leur développement physique. Durant tout le début du XXe siècle, l'élevage et l'utilisation des chevaux de travail apportent des revenus très confortables à certains pays. En Belgique, le championnat annuel du cheval de trait local attire autant de personnes que la fête nationale : des trains spéciaux sont affrétés et le roi préside la manifestation. Le cheval de trait conserve une « aura de prestige » plusieurs décennies après sa disparition en tant qu'animal de travail.

### Évolution des effectifs
Le cheval disparaît dans un premier temps des grandes villes. Le premier tramway électrique d'Angleterre est mis en service à Newcastle upon Tyne en 1901 pour remplacer un hippomobile. La suppression des milliers de chevaux de trait de la compagnie des omnibus parisiens, envoyés à la boucherie en 1913, est elle aussi très symbolique, de la disparition des chevaux de trait français dans les grandes villes, sur la décennie 1910-1920, en particulier après la Première Guerre mondiale. Au Sud de la Loire, ce déclin est moins visible puisque le monde agricole ne recourt pas au cheval. Dans les années 1930, seules les entreprises de moyenne importance (type brasserie ou glacier) possèdent encore des chevaux de trait. Les chevaux urbains déclinent dès les deux premières décennies du XXe siècle aux États-Unis, une chute de l'ordre de 50 % entre 1910 et 1920. À Londres, les investissements pour la traction hippomobile sont divisés par dix entre 1901 et 1911, si bien qu'à l'aube de la Première Guerre mondiale, les achats hippomobiles sont déjà devenus rares dans tout le Royaume-Uni. L'arrivée de l'automobile est perçue comme une rupture avec l'ancien monde, recalant les machines à vapeur symboles de l'industrialisation du siècle précédent. Tout au long du XXe siècle, la construction et l'amélioration des routes se poursuit vers les zones rurales, y permettant la circulation d'automobiles en lieu et place des attelages hippomobiles. Les résidents urbains et péri-urbains les plus riches et ceux de la classe moyenne sont parmi les premiers à s'équiper d'automobiles, en particulier pour se libérer des transports en commun. Aux États-Unis, seuls 4 000 véhicules automobiles sont vendus en 1900, contre près de 900 000 en 1915.
L'un des aspects les plus remarquables de l'histoire du cheval au XXe siècle est donc l'effondrement de ses effectifs dans tous les pays développés, avec la fin de son utilisation quotidienne. De trois millions en France en 1935, les chevaux passent à 2 418 000 en 1948, à peine plus d'un million en 1966, puis les effectifs tombent au plus bas en 1989, avec seulement 269 000 individus. Le phénomène touche de nombreux autres pays, notamment les États-Unis, l'Allemagne, l'Italie, l'Espagne et le Royaume-Uni : le nombre total de chevaux en Europe est estimé à seulement 1 600 000 individus en 1990. Dans les années 1970, la France compte environ 400 000 chevaux, dont 110 000 seulement hors du monde des courses. Cet effondrement d'effectifs se produit à différentes époques, selon l'état de développement des pays. La Pologne compte encore 2 millions de chevaux dans les années 1980, du fait d'une motorisation tardive de l'agriculture. Ce chiffre tombe à environ 300 000 dans les années 2000.

## Le cheval en ville

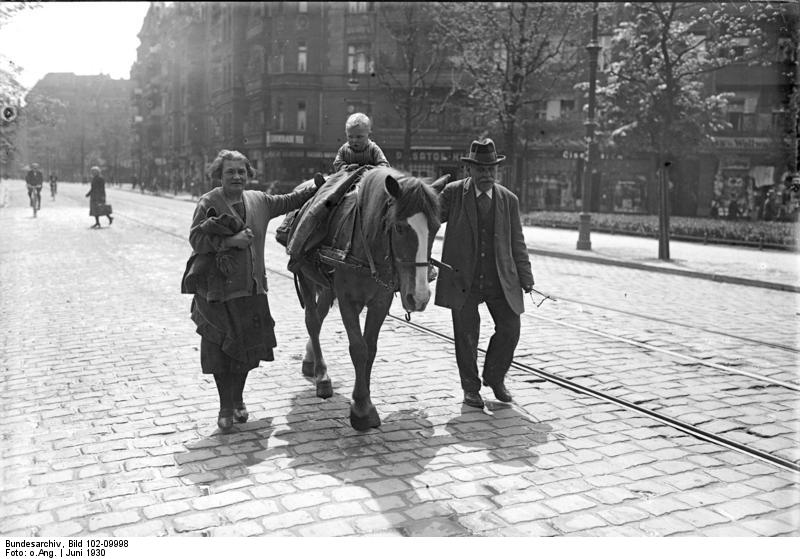
Une famille avec son cheval de trait dans les rues de Berlin en 1930.

Au début du XXe siècle, les grandes villes sont saturées de véhicules hippomobiles et les chevaux de trait y sont omniprésents pour assurer tous types de transports. En 1900, le centre de Londres est autant victime d'embouteillages qu'au début du siècle suivant. La raréfaction des chevaux dans les environnements urbains s'accompagne de la disparition de structures liées à l'animal, telles que des écuries, haras et écoles de cavalerie. Ainsi, à Londres, une école d'équitation près de Hyde Park Gate est remplacée par un quartier résidentiel en 1914. Si le nombre de chevaux urbains a nettement décru tout au long du XXe siècle, le remplacement s'est révélé assez progressif. Des chevaux de trait sont toujours visibles dans les rues de Philadelphie dans les années 1950, et à Paris pour servir la société des glaciers jusque dans les années 1960. La disparition des chevaux participe à un vaste mouvement de recul de la place de la nature et de l'organique dans les villes. Dans les pays développés, quelques communautés qui refusent la modernité, comme celle des Amish, conservent des chevaux dans les environnements urbains.

### Arguments en défaveur du cheval
Au XXe siècle, une foule de raisons entraînent le remplacement des chevaux de transport et de travail par des véhicules automobiles. Les mouvements de protection animale sont, contrairement à une croyance répandue, globalement favorables à la fin de l'utilisation du cheval. Aux États-Unis, ils rejoignent un vaste mouvement nommé progressivism, qui multiplie les arguments contre le cheval. Les anglophones parlent de horseless age (âge d'inutilité du cheval) pour qualifier cette époque. Plus encore que les chevaux eux-mêmes, les conducteurs de véhicules hippomobiles sont la cible de toutes les critiques. Leurs exigences envers les conducteurs d'automobiles sont considérées comme irrecevables. Lors d'accidents entre une automobile et un véhicule hippomobile, c'est généralement ce dernier qui est blâmé.

#### Arguments économiques

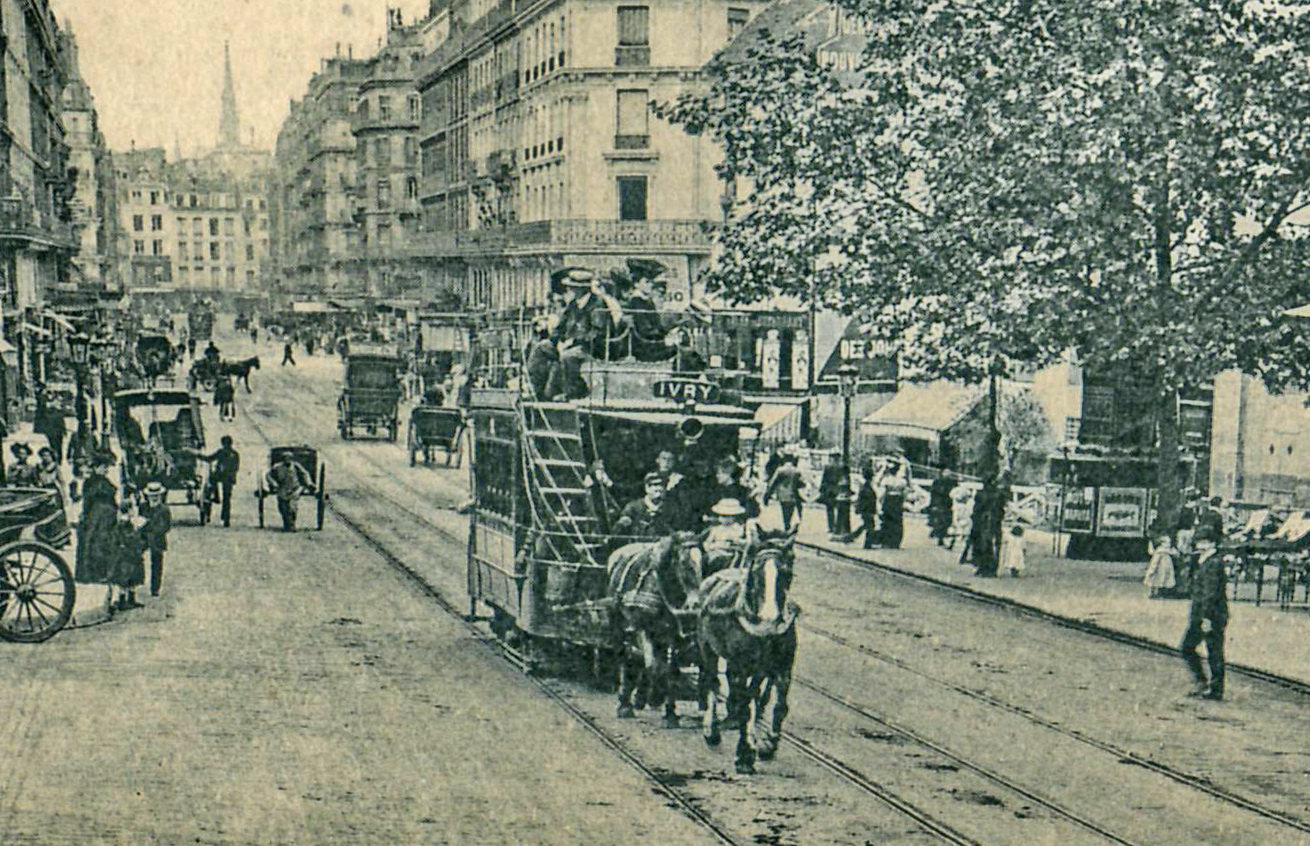
La rue Monge à Paris, au début du XX.

L'animal n'est pas inépuisable, alors qu'un véhicule à moteur fonctionne sans problème des journées entières. Le cheval demande de la nourriture et des soins (il mobilise des personnes dévolues à son entretien) même lorsqu'il ne travaille pas, tandis qu'un véhicule ne consomme pas de carburant s'il ne roule pas, et peut être remisé dans un garage. Cet état de fait donne même au cheval l'image d'un animal qui « consomme les ressources d'un pays lorsqu'il n'est d'aucune utilité ». L'animal demandant trois à six acres de pâture pour se nourrir, les chevaux sont accusés par les progressistes américains « d'occuper » inutilement un espace de soixante-cinq millions d'acres.
Les premières automobiles ne sont pas aussi puissantes que le cheval (dans de nombreux pays d'Europe, leur puissance est calculée par comparaison avec celle de l'animal) mais le confort d'utilisation des véhicules motorisés dépasse bien vite celui des véhicules hippotractés. L'utilisateur d'automobile gagne en autonomie et en mobilité.

#### Arguments sanitaires et de qualité de vie
Le mouvement progressiste va jusqu'à accuser les chevaux d'être une cause de maladies dans les villes, en préconisant leur remplacement par l'automobile pour des raisons médicales,. L'accumulation du crottin et du fumier, le manque d'hygiène des écuries qui attirent une grande quantité de mouches aux abords des villes est en effet manifeste,. De plus, certains chevaux meurent au travail, et leurs cadavres sont alors exposés au regard de tous. L'automobile apparaît comme une solution « plus propre ». Dans les faits, l'élimination du cheval en ville n'a pas rendu ces dernières plus propres, elle leur en a seulement donné l'apparence en remplaçant la saleté visible (crottin et fumier) par une pollution invisible.
En 1903, un groupe de médecins américains se réunit pour promouvoir l'automobile, en usant de ces arguments médicaux. Ils ont eux-mêmes tendance à utiliser l'automobile pour exercer leur métier - afin de se déplacer plus vite et de soigner davantage de personnes, sans être contraints de s'occuper d'un cheval. Ils présentent l'automobile comme un remède au stress ambiant des grandes villes, permettant de prendre des moments de détente. La réduction du bruit causé par les sabots ferrés sur les pavés des routes est présentée comme un progrès, en faveur d'un meilleur confort humain.

#### Arguments sécuritaires
Alors qu'au siècle précédent, l'équidé était qualifié de « compagnon loyal », utile et indispensable, au XXe siècle, ses détracteurs lui trouvent une foule de défauts : il passe pour un animal ingrat et indiscipliné, qui remercie ses soigneurs en les mordant, en ruant et en causant des accidents ; pour une brute, un « dangereux moteur » qui peut causer la mort des hommes. Aux États-Unis, le roman La Splendeur des Amberson (1918) de Booth Tarkington raconte la scène, hautement symbolique, d'un aristocrate qui se déplace en attelage, est doublé par une automobile dont il raille le conducteur, puis perd le contrôle de son cheval, a un accident et voit le conducteur de l'auto venir à sa rescousse.
L'imprévisibilité du cheval est souvent source d'accidents dans des villes saturées d'attelages. La sécurité est mise en avant par les anti-chevaux ; en plus de voir dans l'animal un danger en lui-même, ils fustigent l'habitude d'attacher des chevaux au bord des bâtiments lorsqu'ils ne travaillent pas, arguant que c'est une cause d'accidents, en particulier pour les enfants tentés d'approcher ces grands animaux. L'argument de la sécurité a cependant beaucoup évolué au XXe siècle. En effet, les accidents relativement graves provoqués par les trains à vapeur et les machines à moteur (et surtout les dirigeables) entretenaient une méfiance envers la modernité. Ce point de vue change.

### Un timide retour
À la fin du siècle, dans des pays comme la France, des initiatives voient le jour pour permettre le retour du cheval, et à travers lui de la nature, dans les villes. D'après une enquête de la Sofres réalisée en 2003, 73 % des Français sont favorables au retour de chevaux dans leur ville, et 70 villes ou communes du pays emploient un ou plusieurs chevaux dans des activités variées : brigade de surveillance équestre, réinsertion, collecte hippomobile des déchets ou encore visites touristiques hippomobiles.

## Le cheval dans le monde paysan et dans l'industrie

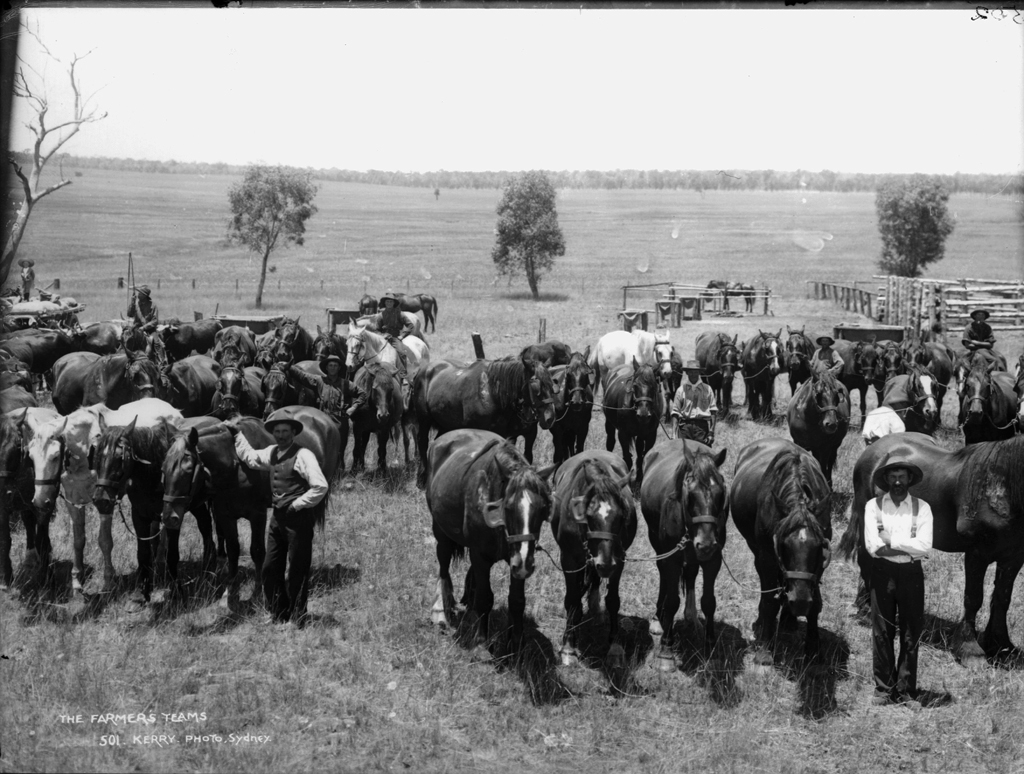
Fermiers australiens avec leurs chevaux de trait

Le changement le plus net dans la relation homme-cheval concerne le domaine agricole et le monde paysan, dont le cheval disparaît presque totalement. Après la Première Guerre mondiale aux États-Unis et la Seconde Guerre mondiale en Europe, le tracteur prend le pas sur le cheval de trait. Le début du siècle est aussi, assez paradoxalement, l'époque de l'âge d'or du cheval de traction agricole. Beaucoup de chevaux sont encore employés par des industries, aussi bien les mines que le transport routier. Ils disparaissent au cours du XXe siècle.

### L'âge d'or

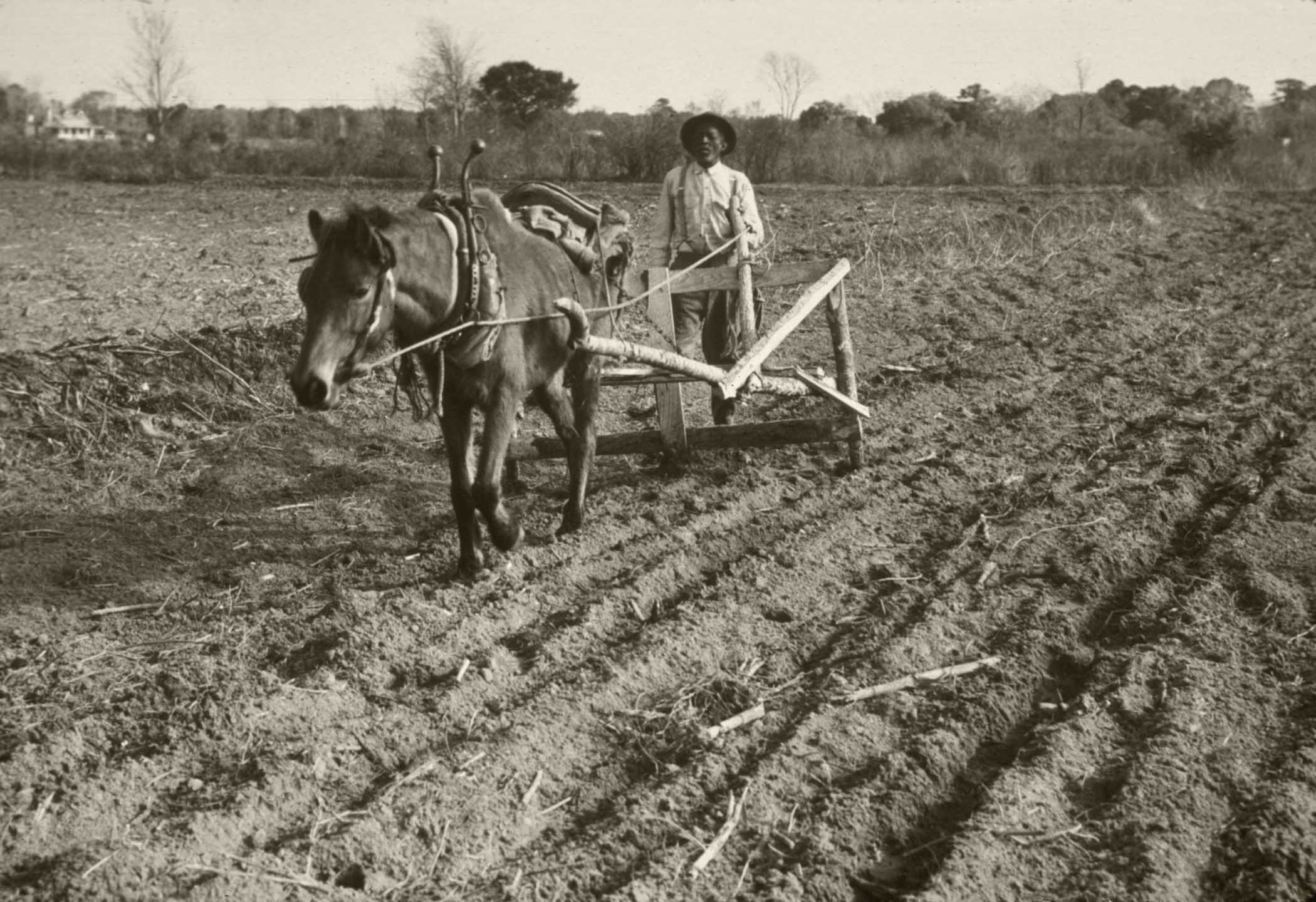
Fermier américain labourant avec un cheval de trait vers 1937. La charrue est assez primitive.

Le cheval de trait est très nettement plébiscité au début du siècle, de 1900 à 1940. Les meilleurs étalons de trait agricole font l'objet d'expositions internationales, aussi bien à Londres qu'à Paris ou à Bruxelles, et atteignent des prix de 25 000 francs en 1900. Les revues agricoles spécialisées accordent une large place à l'utilisation du cheval de trait, notamment pour savoir s'il vaut mieux atteler de front ou en file. Les principales races de chevaux de trait de l'époque sont le Percheron, le trait belge, le Clydesdale et le Shire, suivis du Boulonnais et du Suffolk Punch. D'après Marcel Mavré, leurs éleveurs « se partagent des revenus extraordinaires, difficilement imaginables au début du troisième millénaire ». Le championnat belge du cheval de trait s'accompagne d'une immense ferveur populaire, son équivalent français le concours central hippique de Paris étant plutôt un salon d'affaires.
Le travail de sélection patient en France transforme les races locales de traction dès la décennie 1900-1910. Si les États-Unis sont en avance sur les européens en matière de mécanisation industrielle, ils manquent de chevaux de trait de qualité pour travailler leurs immenses terrains, n'étant pas une terre d'élevage. Des milliers de ces animaux sont importés d'Europe de l'Ouest vers les États-Unis, notamment de France, de Belgique et des îles britanniques. Le marché est extrêmement rémunérateur, les animaux partent par bateaux entiers. La race du Percheron compte 40 000 poulinières enregistrées aux États-Unis en 1915, et y forme le cheval de trait le plus présent au début du XXe siècle. L'utilisation de chevaux et de poneys de fond est indissociable des pays qui exploitent des mines, tels que la France, la Belgique, l'Allemagne, la Grande-Bretagne et les États-Unis. L'utilisation de la machine à vapeur est impossible dans un environnement confiné, la présence du grisou rend les machines à vapeur et le moteur à explosion très dangereux dans les galeries. Dans les pays anglo-saxons, les poneys sont préférés et portent alors le nom de « pit-ponies ».
Inversement, les européens importent des machines américaines pour travailler les terres avec leurs chevaux de trait. Contrairement à une erreur répandue, la mécanisation ne fait pas disparaître le cheval de trait du monde paysan, au contraire, elle l'accompagne. L'entreprise picarde Bajac commercialise une charrue brabant double réversible très réputée qui, entre 1920 et 1935, fait sa fortune. Cette époque coïncide avec l'apogée du cheval de trait agricole en France et en 1938, la majorité des agriculteurs français et belges sur les moyennes et grandes exploitations l'utilise. La fabrication des véhicules agricoles hippomobiles en bois aux roues cerclées de fer bat son plein dans les années 1920 en France, puis l'arrivée des premiers pneumatiques agricoles de Poclain en 1932 permet d'exploiter au maximum la puissance des chevaux. Les constructeurs ne négligent pas pour autant l'arrivée du tracteur, et dès 1928, le fabricant français Huard élabore ses premiers modèles pour véhicules motorisés. Vers 1930, le tracteur agricole fait encore l'objet d'une méfiance générale, et les exportations de chevaux vers les États-Unis connaissent des pics jusqu'en 1937. Vers 1940, la fiabilité du tracteur cesse d'être mis en cause. Le cheval de traction agricole reste très présent jusque dans les années 1950, en raison d'une pénurie de carburant généralisée consécutive à la Seconde Guerre mondiale.

### Déclin

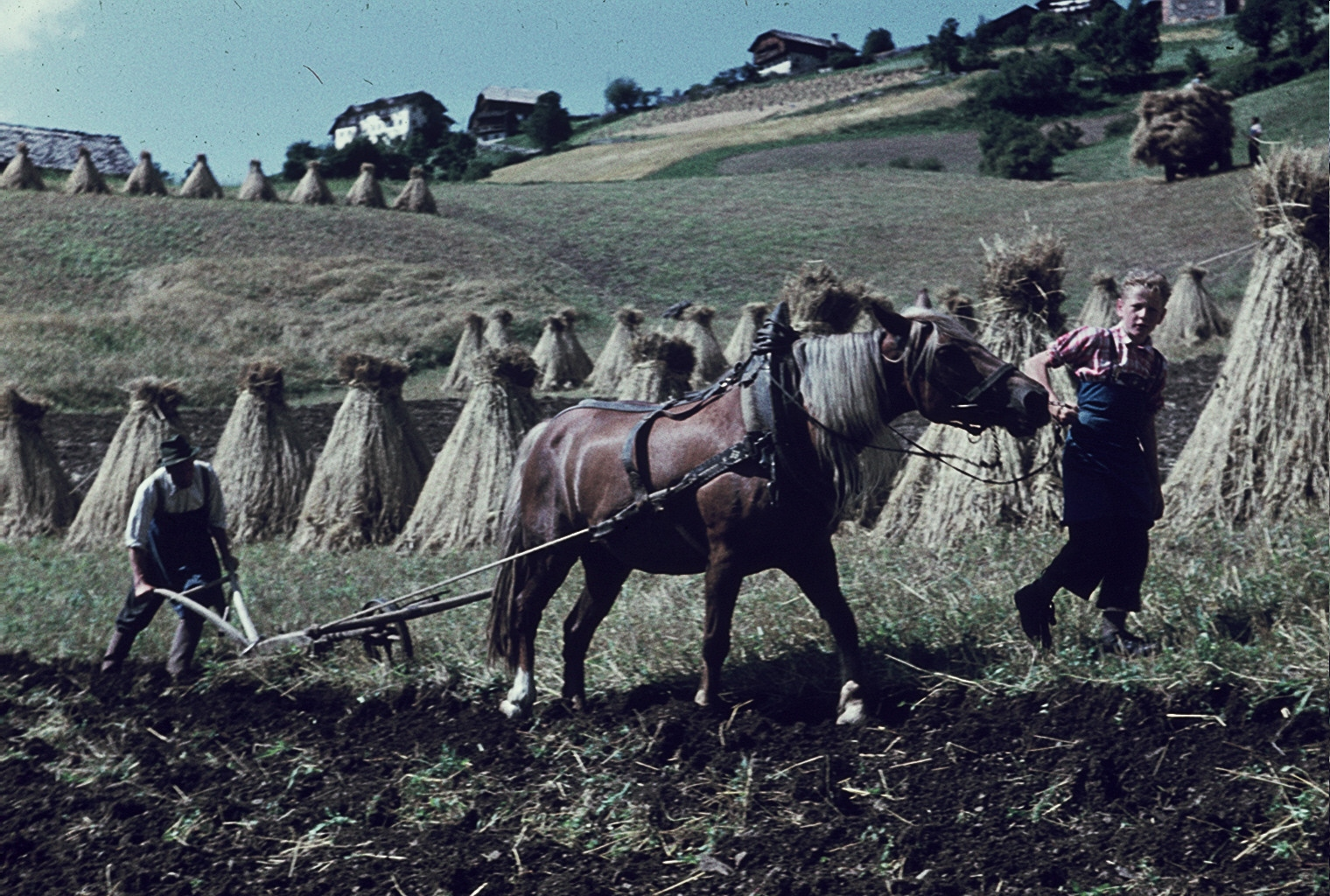
Labour avec un cheval de trait à La Valle, dans le Tyrol du Sud, années 1960.

En France, le remplacement des chevaux « routiers » par des camions issus du surplus de l'armée américaine s'accélère après 1918. Dès les années 1930, le cheval de trait n'est plus qu'un animal agricole. Le cheval de mine reste dominant jusqu'aux années 1920, le dernier étant remonté en 1969 en France et en 1994 en Angleterre.
La motorisation de l'agriculture s'amorce dès 1935, entraînant avec elle une très sévère chute dans les effectifs : Marcel Mavré estime que 98,8 % des chevaux de trait français ont disparu entre 1930 et 1995. Dans le même temps, la diffusion du tracteur agricole et de la moissonneuse-batteuse entraîne une industrialisation généralisée de l'agriculture, tout en privant le cheval de trait de son dernier rôle utilitaire. Avec ce déclin des effectifs d'animaux disparaît aussi tout un savoir-faire paysan en termes d'utilisations traditionnelles. Les races de chevaux de trait sont conduites au bord de l'extinction, et envoyées massivement aux abattoirs.

### Redécouverte du folklore, jeux et spectacles

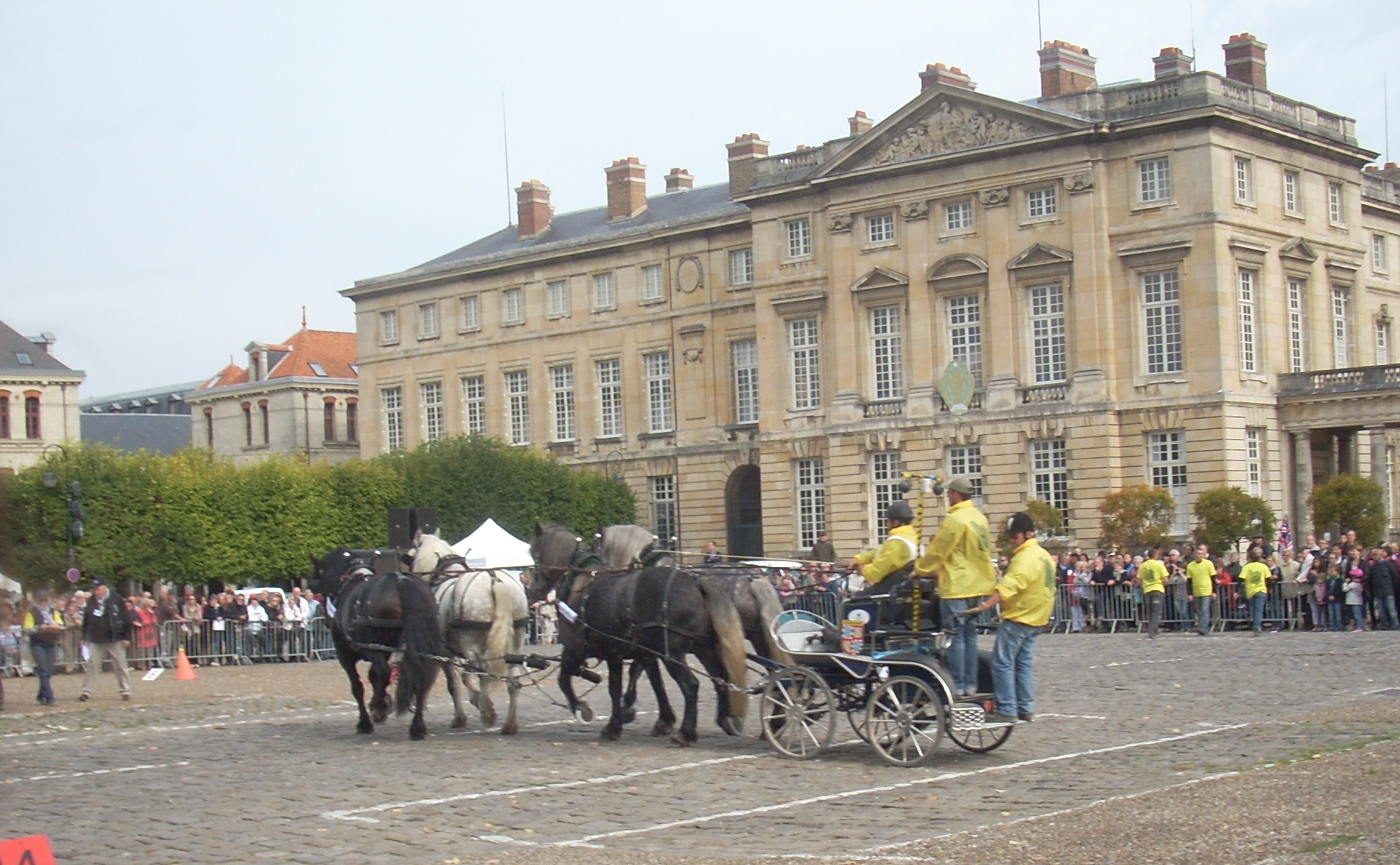
La route du Poisson, créée en 1991 autour des chevaux de trait, attire des centaines de milliers de spectateurs.

La prise de conscience de la disparition des chevaux de trait, assez tardive, entraîne un regain d’intérêt pour leurs utilisations traditionnelles au travail. Aux États-Unis et au Japon, les concours de traction par des chevaux de trait (trait-tract) rencontrent à la fin du siècle un grand succès, tout en attirant un public nombreux. En 1991, la première route du Poisson, course d'attelage traversant villages et villes du Nord de la France, est créée à l'initiative du haras de Compiègne pour sauver la race du trait Boulonnais. Elle s'impose comme la plus grande course d'attelage du genre en Europe, attire des centaines de milliers de spectateurs et redonne le moral aux éleveurs. La courbe des naissances des chevaux de trait français s'inverse en 1994. Il n'est toutefois pas certain que ce regain pour les utilisations traditionnelles des chevaux de trait suffise à lui seul à assurer leur sauvegarde au XXIe siècle.

## Le cheval militaire
Le XXe siècle voit aussi la fin presque totale des cavaleries militaires, dans leurs fonctions de reconnaissance et d'armes de choc, au profit des divisions blindées motorisées. Tout comme pour le cheval de transport et de travail, cette évolution suit une logique amorcée aux siècles précédents, avec la création de navires et de trains blindés. Durant l'entre-deux-guerres, une longue réflexion s'installe concernant les rôles dévolus aux cavaleries légères et lourdes. Toutes les armées cessent le recours au cheval pour le combat, seules quelques-unes en gardent un nombre restreint pour le transport en terrain difficile, c'est notamment le cas en Suisse.
Le monde militaire est à l'origine du développement des sports équestres. Les trois sports équestres olympiques (saut d'obstacles, dressage et concours complet d'équitation) ainsi que l'endurance équestre sont issus des entraînements militaires destinés à former le cheval de cavalerie.

### Première Guerre mondiale

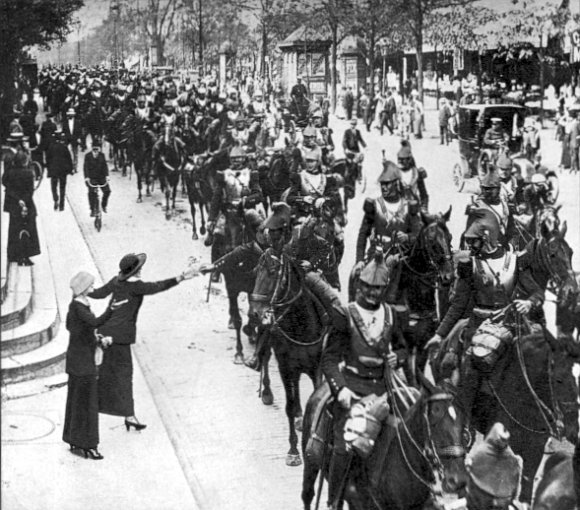
Cuirassiers français à Paris en août 1914.

Durant la Première Guerre mondiale, le rôle du cheval connaît une transition liée à l'évolution stratégique et tactique du conflit armé. Alors que le cheval et la cavalerie sont considérés comme indispensables au début des hostilités, pour l'offensive des forces armées et surtout le soutien logistique, les animaux se révèlent vulnérables face à la modernisation de l'artillerie et des armes lourdes, telles que la mitrailleuse. C'est la raison pour laquelle la présence de chevaux devient ponctuelle sur les champs de bataille. Cette évolution se produit parallèlement au développement du char d'assaut, ce qui ne manque pas d'accélérer le processus.
Les principaux pays impliqués dans la Première Guerre mondiale entament tous le conflit avec des régiments de cavalerie. L'Empire allemand et l'Autriche-Hongrie en arrêtent rapidement l'utilisation sur le front de l'Ouest, mais continuent à en déployer sur le front de l'Est en nombre limité. Parmi les pays alliés, le Royaume-Uni utilise l'infanterie montée et la charge militaire tout au long de la guerre, alors que les États-Unis ne s'en servent que sur une période très brève. Elle ne se révèle pas particulièrement efficace à l'ouest, mais la cavalerie alliée obtient quelques succès sur le théâtre d'opérations moyen-oriental, en partie dus au fait qu'elle affronte l'Empire ottoman, un ennemi plus faible et techniquement moins avancé, qui utilise massivement la cavalerie. L'Empire russe emploie également des chevaux sur le front de l'Est, avec peu de résultats.
Dans son rôle offensif sur le champ de bataille, le cheval disparaît presque complètement, mais sa présence reste significative tout au long de la guerre, et environ huit millions de chevaux participent au conflit. Son emploi se cantonne à la logistique, car il présente l'avantage d'être utilisable sur les terrains accidentés ou boueux, inaccessibles aux véhicules motorisés, et ne consomme pas de carburant alors que les besoins en charbon, essence et gaz dépassent largement la production. Les montures servent également dans la reconnaissance, tractent les ambulances et transportent du matériel et des messagers. Leur présence a un effet positif sur le moral des troupes, mais elle favorise aussi la transmission de maladies et la dégradation des conditions sanitaires sur le front, causées notamment par le fumier et les carcasses. Leur coût et les difficultés croissantes pour les remplacer sont tels qu'en 1917, certains escadrons sont informés que, d'un point de vue tactique, la perte d'un animal devient plus grave qu'une perte humaine. Finalement, le blocus des forces alliées empêche les Empires centraux d'importer des chevaux en remplacement de leurs pertes, ce qui contribue à la défaite de l'Allemagne. À la fin de la guerre, même l'armée américaine, pourtant réputée pour sa logistique, manque de montures.
Les conditions de vie pour les chevaux sont difficiles sur le front ; décimés par l'artillerie, ils souffrent de dermatose et subissent les attaques chimiques. Un million d'entre eux trouvent la mort, mais bien plus encore sont traités dans des hôpitaux vétérinaires avant d'être réutilisés. La fourniture de nourriture équine est un problème logistique majeur, l'Allemagne perd de nombreuses bêtes, mortes de faim en l'absence de fourrage. Plusieurs mémoriaux ont été érigés à la mémoire des chevaux tombés pendant la Première Guerre mondiale. Des artistes comme Alfred Munnings ont beaucoup contribué à la reconnaissance de leur rôle, notamment en leur donnant une place significative dans la poésie de guerre. Il existe de nombreux romans, pièces de théâtre et documentaires axés sur le rôle des équidés durant la Grande guerre.

### Seconde Guerre mondiale

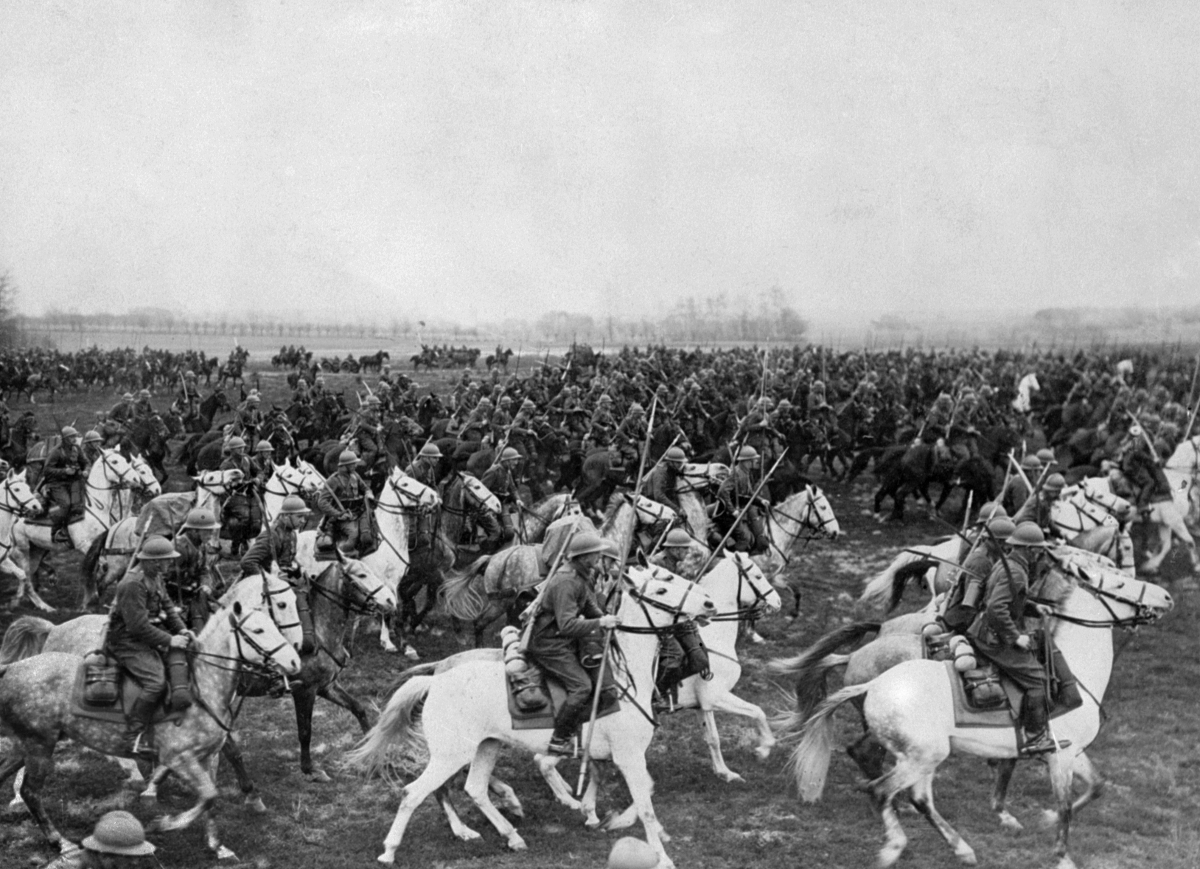
Cavalerie polonaise en manœuvre vers la fin des années 1930.

Durant la Seconde Guerre mondiale, on ne compte plus que quelques nations avec des unités à cheval. Comme soutien logistique, l'évolution de l'automobile et des transports favorisent aussi leur disparition au sein de l'armée.
L'armée polonaise utilise sa cavalerie pour se défendre contre les armées de l'Allemagne nazie pendant l'invasion de 1939.
Concernant l'armée française, l'escadron de Spahis de la France libre, effectua ses dernières charges contre les Italiens en Érythrée italienne à Umbrega (aujourd'hui au Soudan) le 2 janvier 1941, puis à Omager le 18 janvier 1941.
Les Allemands et les Russes gardent eux aussi des unités de cavalerie tout au long de la Seconde Guerre mondiale, en particulier sur le front de l'Est. Sur ce front, la cavalerie italienne livre les dernières grandes charges de son histoire, notamment les 22 et 23 août 1942 à Ibuschenskij, pendant la bataille du Don.
La dernière charge donnée par la cavalerie britannique l'est le 21 mars 1942, quand la Burma Frontier Force rencontre l'infanterie japonaise en Birmanie centrale.
En Extrême Orient, la seule unité de cavalerie de l'US Army, la 26e cavalerie, - composée de quelques Scouts philippins - défie les envahisseurs japonais à Luçon retenant deux régiments d'infanterie et deux régiments blindés pendant l'invasion des Philippines. Les cavaliers repoussent une unité de tanks dans Binalonan et permettent la retraite des armées alliées vers Bataan.
C'est probablement durant la campagne d'Italie que la dernière charge de cavalerie de l'histoire a lieu, lorsque les cavaliers de l'escadron de reconnaissance de la 10th Mountain Infantry Division, seule unité équestre de l'US Army en Europe, chargent et sont décimés par les Allemands au sud du Pô, le 21 avril 1945.
Traditionnellement, les chevaux, ânes et mulets sont employés pendant la guerre pour le transport des troupes, des paquetages, et des munitions malgré l'évolution de l'automobile. L'armée allemande conserve des équidés puisque les usines de voitures sont réquisitionnées pour la production de tanks et d'avions. On estime l'utilisation des chevaux par l'armée allemande à environ 2,75 millions, soit plus que pour la Première Guerre mondiale. L'armée soviétique compte pour sa part 3,5 millions de chevaux. Dès la fin du conflit, les chevaux militaires disparaissent cependant très rapidement.

### Un animal honorifique et politique

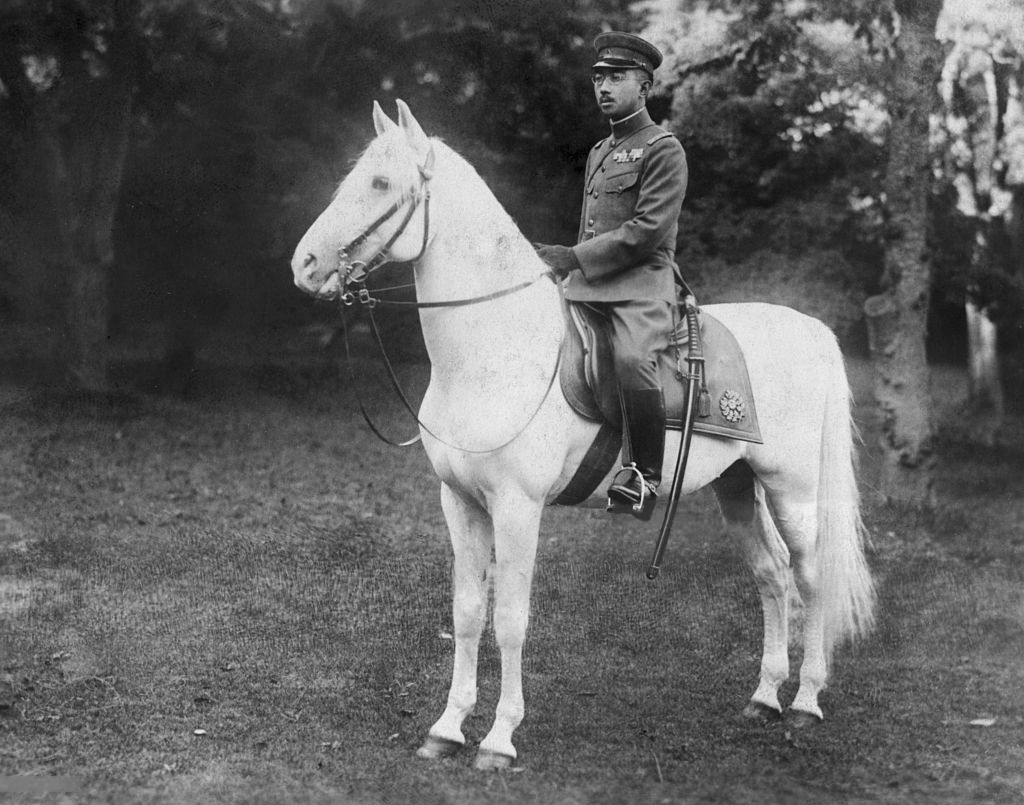
L'empereur Hirohito sur Shirayuki.

Le cheval conserve un rôle honorifique. Tout au long du XXe siècle comme aux précédents, de grands chefs d'État n'hésitent pas à se présenter en selle ou dans un attelage, ou bien à s'entourer de cavaliers lors de présentations publiques. C'est le cas de Ronald Reagan, Saddam Hussein, Mouammar Kadhafi, Tito ou encore Winston Churchill. L'empereur japonais Hiro-Hito, avec son célèbre Shirayuki (Neige blanche), s'érige en symbole martial. Il le monte notamment pour passer ses troupes en revue. L'attachement de la famille royale britannique pour le cheval est également manifeste tout au long du siècle. Selon Jean-Louis Gouraud, les raisons qui poussent ces chefs d'État à pratiquer l'équitation sont avant tout symboliques : « alors que le cheval n'est plus […] ni un outil ni un véhicule, il continue […] à être utilisé comme piédestal ». Il voit entre l'équitation et l'art de gouverner de nombreuses analogies, notamment la prévision et la gestion de changements d'humeur, et l'imposition de sa volonté à l'autre (animal ou communauté).
Des chevaux se retrouvent au centre d'enjeux politiques dans le monde entier. Certains sont condamnés à la déportation et même aux travaux forcés (d'après Ismaïl Kadaré), d'autres sont fusillés pour acte de résistance (c'est le cas d'Iris XVI, monture du maréchal Leclerc), offerts aux chefs d'État (comme Gend Jim, cheval de François Mitterrand et cadeau de Saparmyrat Nyýazow, le président du Turkménistan) ou bien enlevés, comme Shergar, un Pur-sang de l'Aga Khan. Si le cheval a perdu son rôle d'animal de combat, des unités militaires d’apparat continuent à y recourir, comme la Garde républicaine française, la gendarmerie royale du Canada, les carabiniers d'Italie et encore les Horse Guards d'Angleterre.

## Monde des courses

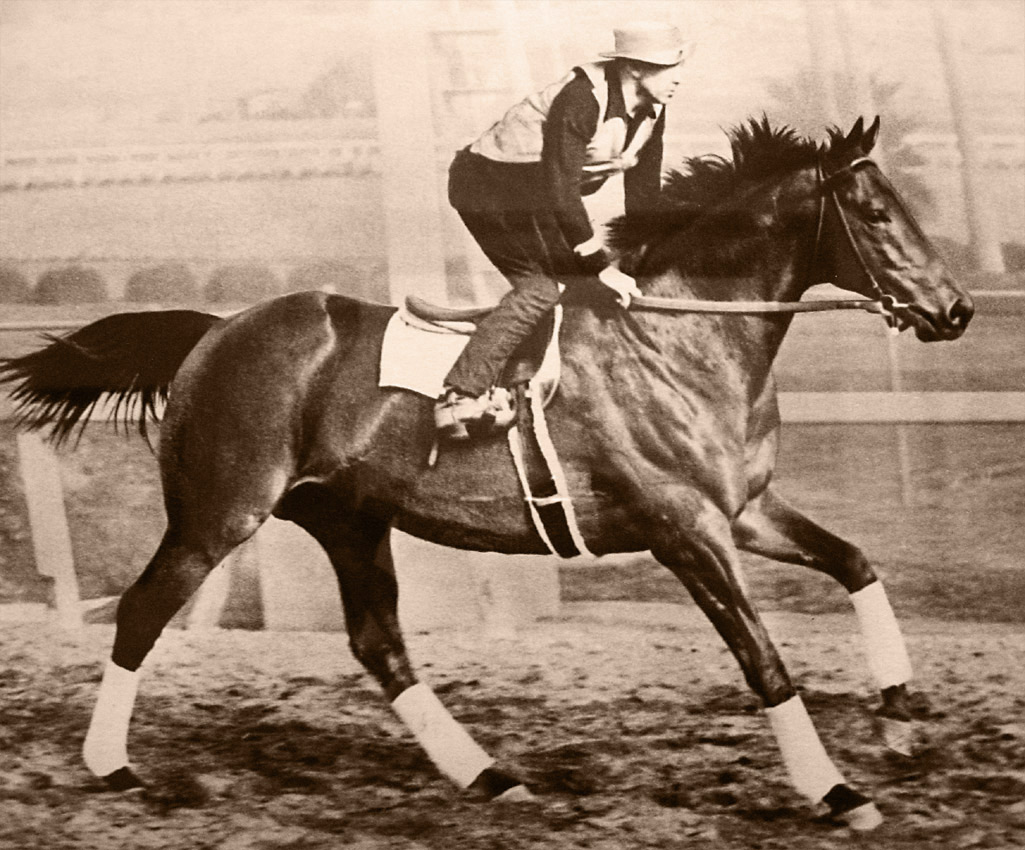
Seabiscuit, célèbre Pur-Sang de course américain des années 1930.

À l'inverse des cavaleries militaires, du monde agricole et des transports par équidés, l'univers du sport hippique connaît un très net développement et se popularise tout au long du XXe siècle. Il devient une véritable industrie mondiale, et génère un chiffre d'affaires considérable. Structurées au siècle précédent sous l'influence de précurseurs en Angleterre, les courses de chevaux entraînent une forte demande en animaux d'élevage de type Pur-sang et trotteur. Le monde du trot est assez différent de celui du galop, notamment en France.
Ce développement touche toute l'Europe, l'Amérique du Nord et même l'extrême orient. En 1907, le groupe Mitsubishi importe un étalon et vingt juments Pur-sang au Japon. La Seconde Guerre mondiale manque être fatale à l'élevage. Le pays se relance sérieusement dans les courses au sortir de la guerre et le nombre de chevaux de course élevés sur le sol de ce pays n'a pas cessé d'augmenter jusqu'au début des années 1990. La filière rencontre des problèmes depuis cette époque, mais le Japon est devenu l'un des principaux pays vivant du business des courses hippiques au XXe siècle. En France, la Première Guerre mondiale fait des ravages et stoppe momentanément l'organisation des courses, mais la seconde ne cause pas autant de pertes et le marché se développe, notamment jusqu'aux années 1980 où la pression fiscale pousse les grands éleveurs à se tourner vers l'Irlande. Au Royaume-Uni, de vastes terres sont consacrées à l'élevage et l'entraînement des chevaux de course notamment près de Newmarket. La popularité des courses y accompagne l'amélioration des transports. Le succès des Pur-sang américains sur les pistes anglaises pousse les Anglais à ratifier le Jersey act (en) en 1913, limitant l'importation des Pur-sang nés aux États-Unis sur le sol anglais. Les éleveurs américains recherchent la vitesse pure et des poulains de plus en plus précoces. Le Kentucky est un important centre d'élevage.
La famille régnante Al Maktoum de Dubaï, entre autres le cheikh Mohammed ben Rachid Al Maktoum, fait partie des plus gros investisseurs sur le marché du Pur-sang et s'intéresse aux courses de plat depuis les années 1980. En 1994, la famille régnante crée l’Écurie Godolphin, qui devient la première multinationale dédiée à l’entraînement des Pur-sang au monde, avec plus de deux centaines de chevaux. En 1996, ils créent la Dubaï World Cup, qui devient la course la mieux dotée au monde, avec 10 millions de dollars de récompense.
Les propriétaires de grandes écuries de course, comme l'Aga Khan, la famille régnante de Dubaï et Daniel Wildenstein, se taillent une solide réputation. Le monde des courses représente, notamment en France, le principal secteur en croissance de la filière cheval. Ce succès est dû au plébiscite des paris sportifs hippiques, qui rencontrent un succès populaire immense. Les courses se banalisent au point que la majorité des parieurs n'a aucune connaissance du monde du cheval, ni de l'animal lui-même. Ils se retrouvent plutôt dans des cafés et chez des bookmakers pour partager un moment convivial. À la fin du siècle, le monde des courses entre dans une légère crise dans tout l'occident. Les hippodromes sont de moins en moins fréquentés, la communication autour de ce sport est beaucoup plus axée sur le jeu des paris que sur le cheval.

## Sports équestres et équitation de loisir
[Le cheval] a disparu. On n'a plus besoin de lui pour tirer la charrue, il n'existe quasiment plus à l'état sauvage, adieu le cheval. Oui, on en gardera quelques-uns, pour jouer au dada, pour le tiercé, pour le ciné, pour la nostalgie.
La fin de son utilisation fait craindre celle du cheval lui-même, en dehors des hippodromes ou de quelques traditions comme les corridas. Pourtant, l'animal gagne sa place dans le monde du sport et des loisirs dans un grand nombre de pays comme ceux des îles britanniques, la France, l'Allemagne et les États-Unis. Au Royaume-Uni, après la Seconde Guerre mondiale, le cheval a déjà perdu tout rôle utilitaire pour devenir exclusivement un animal de loisirs.

### Démilitarisation des sports équestres

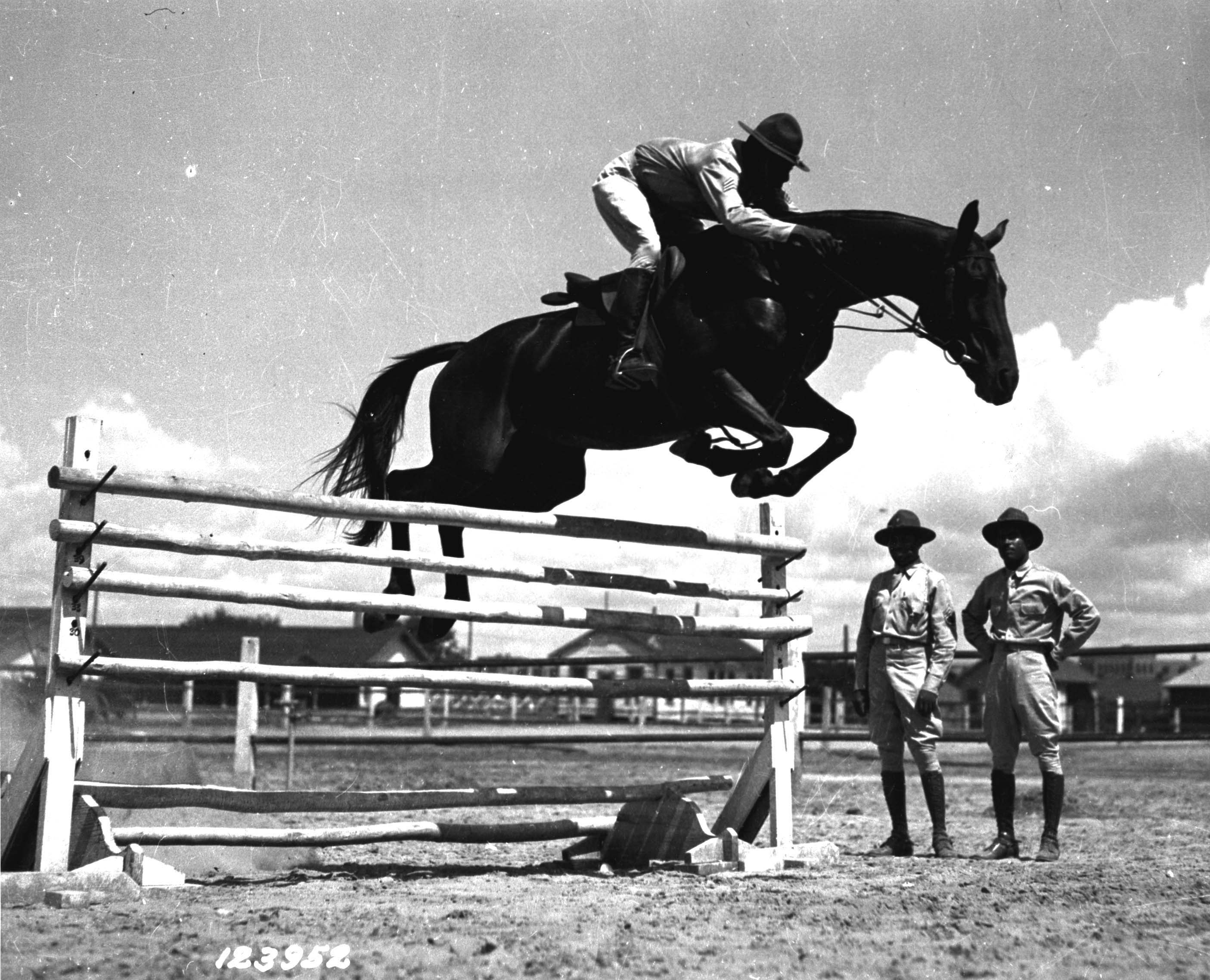
Le sergent John Hill sur Jumping Dan Ware, 25 juillet 1941.

Les premiers cavaliers de sports équestres sont issus du monde militaire, comme l'illustre notamment leur forte participation aux premiers grands raids d'équitation, ancêtres de la course d'endurance, en 1892 et 1912. Les militaires sont aussi à l'origine d'innovations importantes dans le domaine de l'équitation sportive, comme la généralisation du trot enlevé et la technique du saut d'obstacles. La pratique de l'équitation étant essentiellement masculine et guerrière jusqu'aux années 1970, nombre d'expressions comme « Homme de cheval » y font référence.

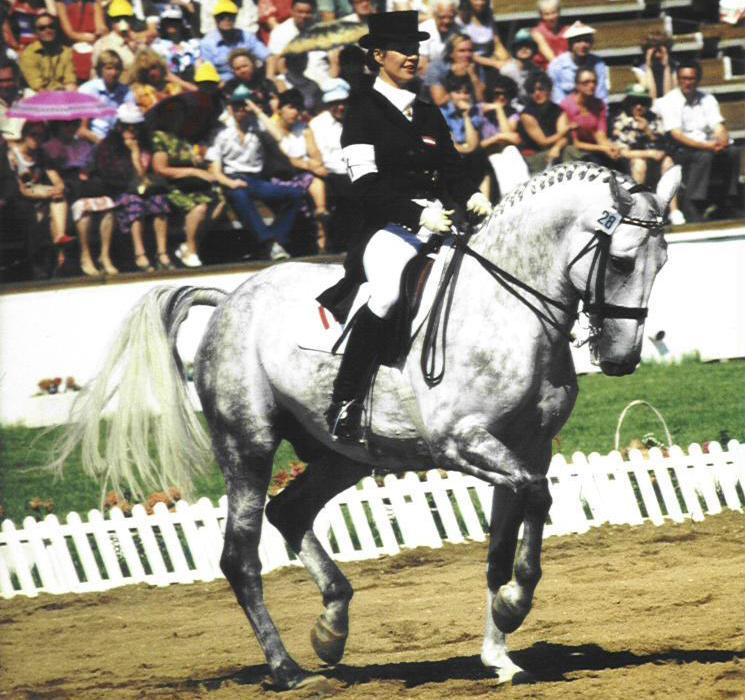
Elisabeth Max-Theurer sur le Hanovrien Mon Chérie 2 aux Jeux olympiques d'été de 1980 (Moscou), épreuve de dressage.

De façon ponctuelle, les Jeux olympiques d'été de 1900 à Paris intègrent les premières épreuves olympiques d'équitation avec le saut d'obstacles et d'autres épreuves de saut par la suite abandonnées. Le polo est également inscrit au programme des Jeux cette année-là et à quatre autres reprises jusqu'en 1936. Les quatre disciplines équestres telles qu'elles existent encore aujourd'hui, c'est-à-dire le saut d'obstacles, le dressage et le concours complet ainsi qu'une épreuve d'équitation dans le pentathlon moderne, font leur entrée, de façon définitive, aux Jeux olympiques d'été de 1912 à Stockholm.
Les cavaliers militaires dominent très largement les sports équestres jusqu'aux années 1960. La démilitarisation de l'équitation est perceptible par le passage du Cadre noir de Saumur, originellement organisme de formation pour la cavalerie militaire française, au civil en 1969. Il est rattaché au Ministère des Sports. Le même phénomène touche les écoles d'équitation militaires de Jerez (Espagne) et de Lisbonne (Portugal), et l'école espagnole de Vienne (Autriche) dans les années 1960. C'est aussi à la fin des années 1960 que les derniers enseignants d'équitation civile issus de formations militaires prennent leur retraite, et laissent place à une nouvelle génération de cavaliers issus du civil. Le basculement a pris en France environ vingt-cinq ans, soit une génération.

### Démocratisation de l'équitation et diversification des pratiques
Un autre phénomène, la « démocratisation de l'équitation » (Jean-Pierre Digard parle de « massification »), prend sa source dans la fin du cantonnement de l'équitation au domaine militaire. Tandis que le nombre de chevaux connaît une sévère diminution dans tous les pays développés, le nombre de cavaliers augmente au contraire très nettement. Le développement de la randonnée équestre, et surtout du tourisme à cheval dès les années 1950 en France, permet d'organiser ses vacances pour y pratiquer l'équitation. Le public est attiré par le contact avec la nature, et l'accès à des zones qui seraient difficiles à pieds. Le succès du tourisme équestre touche toute l'Europe, les États-Unis, le Canada et la plupart des pays d'Amérique latine. Il s'organise sous l'égide de la Fédération internationale de tourisme équestre (FITE).
Le développement de l'équitation sur poney, sous l'influence des anglo-saxons, rapproche les enfants du monde du cheval dès leur plus jeune âge. En France, les poneys font partie intégrante du programme des classes vertes dès les années 1970. Cette tendance est significative de la démocratisation de l'équitation. Le nombre de cavaliers connaît une progression spectaculaire, passant de 30 000 après la Seconde Guerre mondiale à 620 000 en 2001, dont 432 500 sont licenciés de la fédération française d'équitation, porté notamment par la recherche du contact avec l'animal et la nature. Les constructions de paddocks en Angleterre, pour soutenir la horsiculture des néo-ruraux, devient très importante dès la fin des années 1970.
| Année                                      | 1985    | 1990    | 1995    | 2000    |
| ------------------------------------------ | ------- | ------- | ------- | ------- |
| Évolution des licences équestres en France | 147 108 | 214 007 | 325 670 | 434 980 |

Les cavaliers indépendants, qui pratiquent l'équitation comme loisir en dehors de tout encadrement, se font de plus en plus nombreux. La diversité des pratiques s'accroît, alors que le début du siècle ne connaissait que les trois disciplines olympiques issues des entraînements militaires (Dressage, CSO, CCE) et le raid devenu l'endurance équestre, la seconde moitié du XXe siècle voit arriver un grand nombre de pratiques ludiques comme les pony games d'origine anglo-saxonne et le horse-ball (d'origine française, inspiré du pato argentin), ce qui d'après Jean-Pierre Digard, témoigne d'un passage du sport au jeu. La plupart des jeux équestres du XXe siècle trouvent leur origine dans les traditions des peuples cavaliers, qu'elles soient guerrières, issues de la chasse, ou du travail avec des troupeaux. Ces traditions peuvent aussi être présentées comme des spectacles. Ainsi, le yabusame japonais, tir à l'arc a dos de cheval, n'a aucun équivalent occidental et perpétue sous forme de sport et de spectacle équestre ce qui était à l'origine un entraînement de samouraï. En Grande-Bretagne, les rallyes équestres sont très populaires.
Des équitations de travail deviennent des pratiques équestres exotiques hors de leur région originelle, notamment l'équitation western, la doma vaquera, l'équitation camarguaise et ses jeux, ou encore la charrería mexicaine. Toutes ces pratiques se codifient. L'endurance, dont les principes sont importés des États-Unis, a failli être définitivement discréditée en France avec la mort par épuisement de trois chevaux à Floirac en 1976. Elle intègre depuis un contrôle vétérinaire sur l'état physique des chevaux. Vers 1983, la voltige en cercle séduit environ 35 000 cavaliers en Allemagne. Alors que l'essentiel des chevaux des centres équestres sont réformés du monde des courses, les cavaliers propriétaires se mettent à la recherche de chevaux plus exotiques et plus esthétiques, comme le Pure race espagnole, l'Appaloosa et le Quarter Horse.

### Féminisation

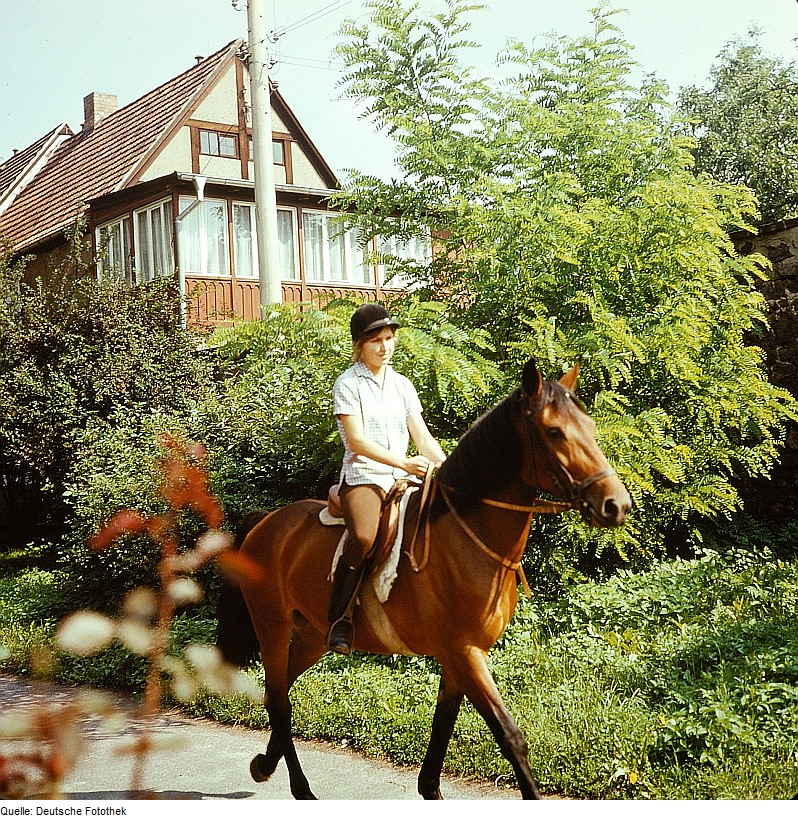
Cavalière allemande en 1977.

Les pratiquants de l'équitation évoluent au cours du siècle, officiers et aristocrates laissent la place à une majorité de femmes (plus de 70 %), de jeunes et de citadins, le plus souvent issus de la classe moyenne,. Ces nouveaux pratiquants de l'équitation étaient jadis exclus de la pratique équestre, les femmes davantage encore puisque la monte à califourchon leur était interdite (seule était autorisée la monte en amazone, plus technique et qui requiert l'aide d'un homme pour se hisser en selle et en redescendre avec des jupes). Cette interdiction perdure jusqu'en 1930 en France, où une loi autorise les femmes à porter le pantalon pour monter à cheval ou circuler à bicyclette. Monter à califourchon comme un homme était vu symboliquement comme une métaphore de contact sexuel avec l'animal. Cette interdiction entraînait un rapport inégal au cheval. L'autorisation de la monte féminine à califourchon coïncide avec la vague de mouvements protestataires féministes du XXe siècle.
Ce basculement devient flagrant dans les années 1970, où les femmes cessent de s'aligner sur le modèle de l'équitation militaire et masculine. La féminisation de l'équitation entraîne des bouleversements importants dans le rapport au cheval. À la fin du siècle, les femmes représentent 70 à 80 % des pratiquants d'équitation en France. Le phénomène est encore plus visible au Royaume-Uni, où le simple désir de pratiquer l'équitation passe, pour un garçon, comme un aveu de féminité comme le serait la pratique de la danse classique,. Si le monde équestre s'est largement féminisé sur tout le XXe siècle, les femmes montant à cheval restent souvent victimes de machisme. Une fracture importante demeure entre le milieu de la compétition équestre, encore masculin, et celui de l'équitation de loisir, très largement féminin.
La relation des femmes au cheval a été étudiée par des éthologistes et des psychiatres, qui mettent en avant la symbolique d'animal masculin et puissant liée au cheval. La féminisation de l'équitation ne concerne toutefois que les pays développés et urbanisés. Les pays où domine une société pastorale au XXe siècle ne connaissent pas ce phénomène. Les images fortes des Gauchos argentins et des Cow-boys américains, servies par une importante production de films Western, témoignent d'un statut exclusivement masculin.

### Chevaux d'agrément et de loisir

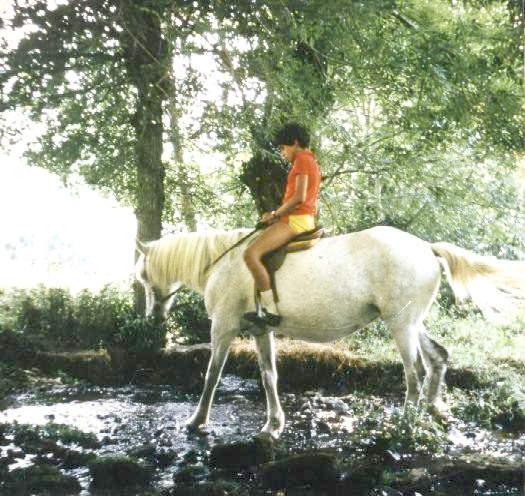
Randonnée équestre en Poitou-Charentes (France), août 1972.

La détention de chevaux pour l'agrément a elle aussi nettement évolué au XXe siècle. Posséder un cheval était auparavant synonyme d'une détention d'animal utilitaire (en France, sur tout le XXe siècle, le cheval reste considéré comme un « animal de rente », susceptible d'être envoyé à tout moment à l'abattoir par ses propriétaires). Des propriétaires particuliers se mettent à acheter des chevaux pour l'agrément, dans les pays où l'animal a perdu son rôle utilitaire. Ces chevaux se rapprochent de l'animal de compagnie, d'après Jean-Pierre Digard. La revue française Cheval Magazine a d'ailleurs milité en 1999 pour que les chevaux soient officiellement considérés comme tels, ce qui induirait aussi la fin de l'hippophagie. Les chevaux des particuliers sont de moins en moins montés, ou seulement pour des activités comme la randonnée équestre, qui privilégient le lien entre cavalier et monture.
Cette tendance est également visible en Irlande pendant les années du tigre celtique (1995-2001), où des boxes de chevaux individuels sont attenants à quasiment toutes les maisons, par exemple à Killarney. Le taux de chevaux par habitant y devient le plus élevé d'Europe, la possession d'un cheval est présentée comme un indicateur de réussite sociale et chaque famille se doit de posséder le sien,.
Depuis les États-Unis, la mode du cheval miniature gagne d'autres pays comme l'Australie, et la France à l'approche des années 2000, entraînant une nette augmentation des prix de ces animaux en une dizaine d'années. Le cheval miniature est souvent présenté comme un animal de compagnie, il arrive d'en voir promenés en laisse comme le seraient des chiens.

## Peuples cavaliers

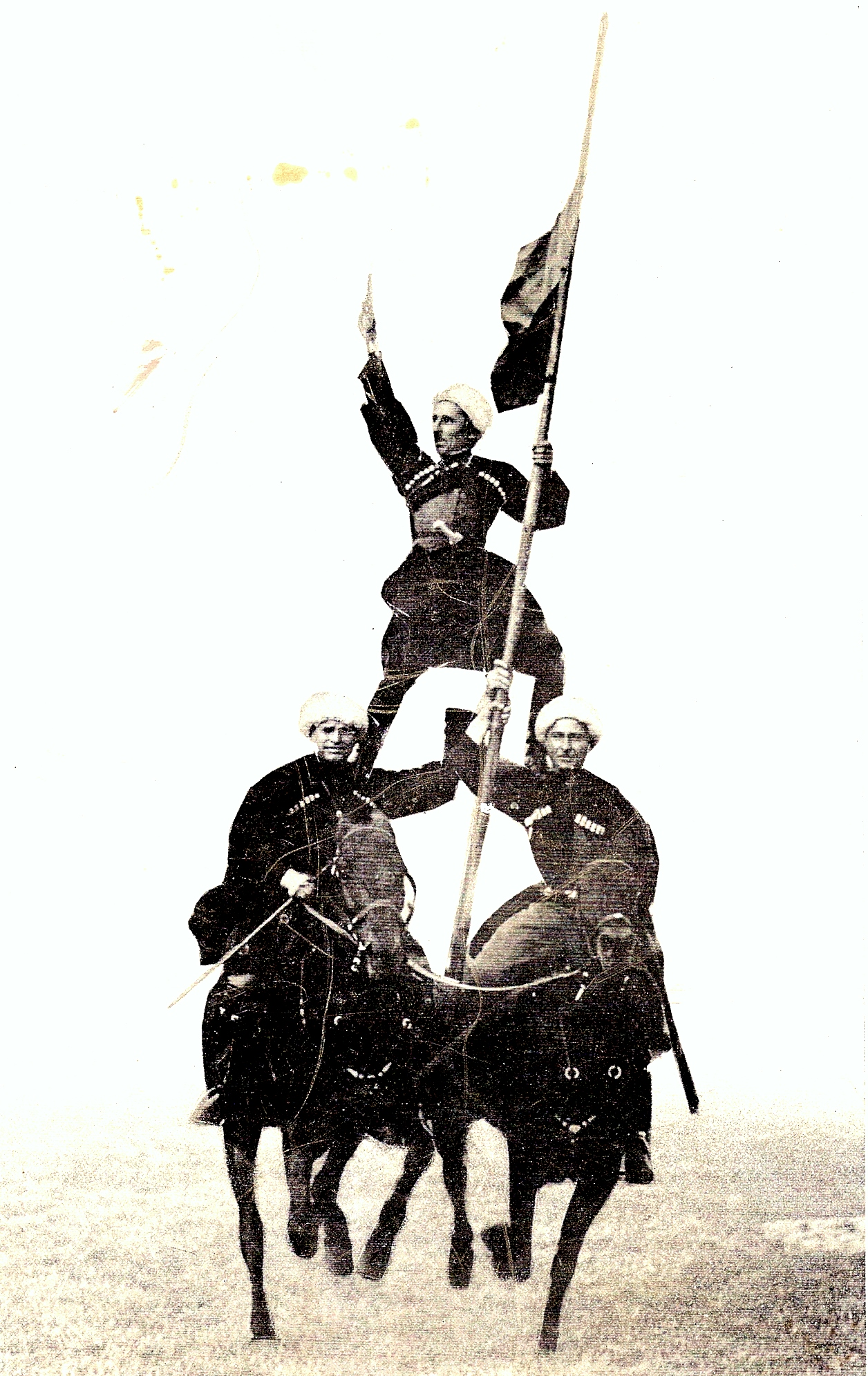
Démonstration de voltige cosaque dans les années 1950.

Le XXe siècle voit aussi la transformation ou la sédentarisation de peuples historiquement nomades, dits peuples cavaliers, qui accordent au cheval une place moins importante, en particulier sous l'influence de l'URSS. Dans la République de Sakha, en Iakoutie, la collectivisation des années 1920 à 1930 fait reculer la place du cheval, qui était présent tant dans la culture que pour le transport, dans l'alimentation ou dans l'élevage. Depuis la chute de l'URSS, le cheval y garde sa place symbolique mais a disparu de la vie de tous les jours. Son élevage attire de moins en moins, malgré la popularité des courses. De la même manière, l'URSS lutte activement contre la culture cosaque. Après 1991, elle vit un regain d’intérêt notamment grâce à la valorisation de son patrimoine cavalier, et aux fameuses acrobaties à cheval, la voltige en ligne ou voltige cosaque.
En Hongrie, où la culture est historiquement celle du nomadisme à cheval au début du siècle, les véhicules motorisés ont remplacé l'animal dans la vie quotidienne. Le cheval garde une certaine place, tant dans les contes et légendes qu'à travers l'absence de limitations à leur circulation en extérieur (un cas unique en Europe, avec celui de l'Irlande), la culture des csikos et l'engouement pour le sport hippique.
L'Afghanistan (comme de manière générale toute l'Asie centrale) est resté très cavalier et maintient un engouement autour de la tradition du bouzkachi, un jeu consistant à s'emparer du cadavre d'une chèvre. La ferveur populaire autour de ce jeu a été mise en lumière par Joseph Kessel dans son roman Les Cavaliers (1967). Les Mongols, civilisation elle aussi largement cavalière, conservent le même mode de vie nomade tout au long du XXe siècle : les enfants apprennent à monter à cheval avant sept ans. Dans les années 1980, le parti du peuple mongol adopte pourtant un slogan : « Aujourd'hui un million de chevaux, demain un million de moteurs ». L'attachement des Mongols pour leur mode de vie traditionnel est resté le plus fort. Malgré l'introduction de véhicules motorisés, en particulier parmi les grands éleveurs, le cheval conserve un statut prestigieux, en particulier grâce au Naadam, pendant la fête nationale mongole. 

## Sensibilités envers le cheval
[...] je ne puis voir un cheval tomber dans la rue sans éprouver à ce spectacle le besoin impérieux d'aider l'animal.
Une autre caractéristique du XXe siècle, d'après J-.P. Digard, est la sensibilité envers le traitement réservé aux chevaux, passée du respect de l'animal à un véritable amour. Elle s'inscrit dans l'évolution du siècle précédent, qui a vu la création d'organismes comme la Society for Prevention of Cruelty to Animals en 1824 (en français la « Société protectrice des animaux »), dont le logo représente un ange venu châtier un homme qui frappe son cheval. En 1932, Ernest Hemingway évoque déjà dans Mort dans l'après-midi le côté indéfendable des meurtres de chevaux dans les arènes de corridas du point de vue de ses contemporains, bien que lui-même leur trouve un côté comique.

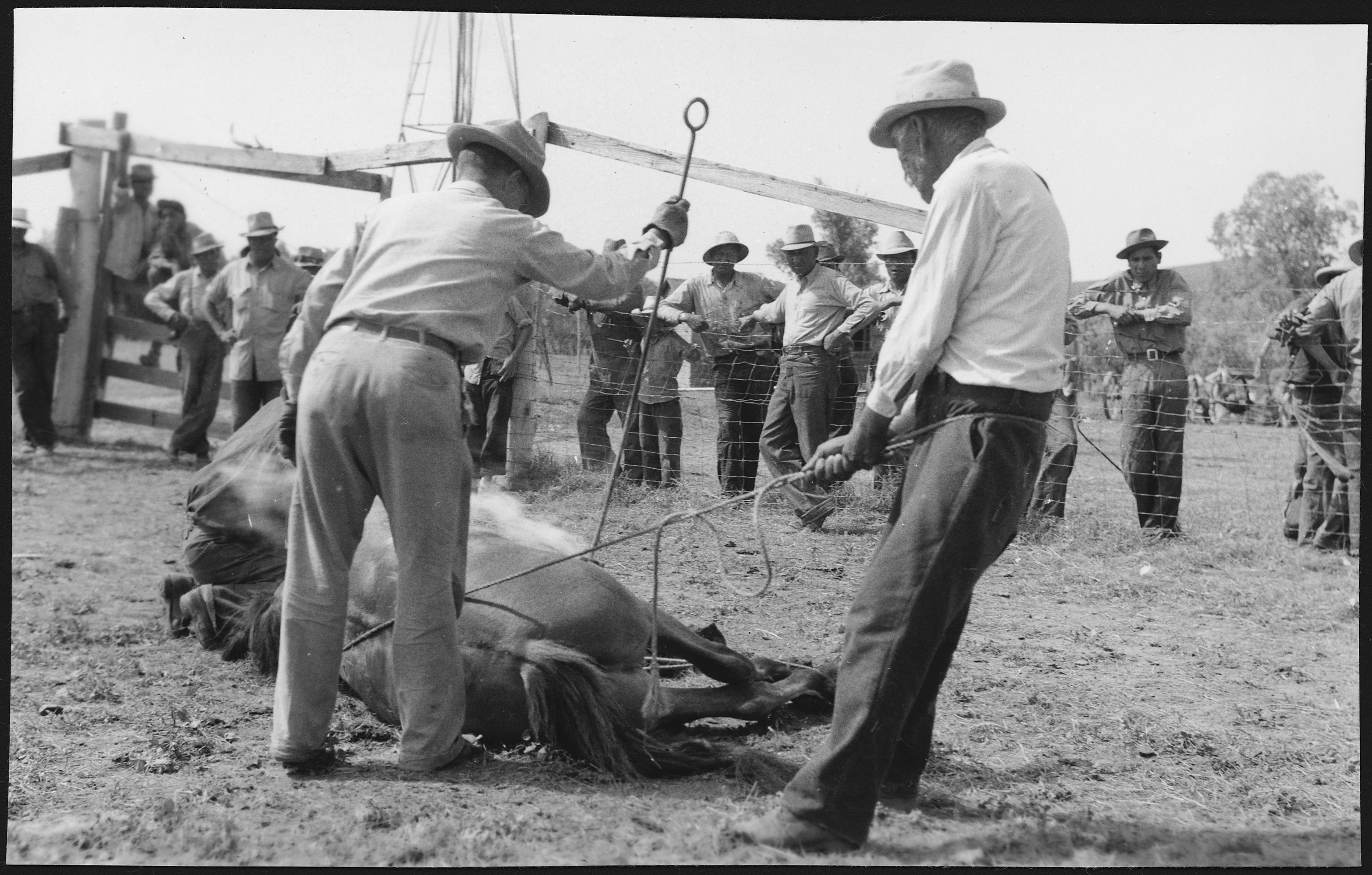
Marquage au fer d'un cheval aux États-Unis, en 1938.

Sur la fin du XXe siècle, des polémiques apparaissent contre des pratiques telles que le barrage du cheval d'obstacles (consistant à frapper les jambes d'un cheval qui franchit un obstacle pour les lui faire lever plus haut au saut suivant), le marquage au fer rouge (interdit dans plusieurs pays de l'Union européenne), le harnachement des trotteurs, les parcours d'endurance équestre et le transport des chevaux de boucherie, très régulièrement dénoncé. Jean-Pierre Digard pense que la féminisation de l'équitation a beaucoup contribué au développement de ce phénomène. Ainsi, les centres équestres, qui accueillent une majorité de cavalières, cachent depuis les années 1990 l'envoi des chevaux réformés aux abattoirs par peur de perdre leur clientèle. Les premiers centres de sauvetages pour équidés maltraités ou menacés de revente à la boucherie se créent à la même époque. Plusieurs associations américaines tentent d'interdire l'épreuve de cross des Jeux olympiques d'Atlanta en 1996, arguant du danger des obstacles fixes pour les chevaux.

### Hippophagie
L'hippophagie, soit la consommation de viande de cheval, est la cible de critiques en France et dans le monde anglo-saxon. Alors que dans les années 1910, cette consommation est habituelle pour les Français au point que les abattoirs ne parviennent plus à satisfaire la demande, elle diminue sur la seconde moitié du siècle. Un tabou alimentaire général touche la viande de cheval dans le monde anglo-saxon, l'hippophagie des Français choque, mais les restrictions en période de guerre ont vu des législations spécifiques être adoptées sur de courtes périodes. En 1915, New York abroge le code sanitaire et légalise la vente de viande de cheval. Les chevaux et les ânes étaient mangés en Grande-Bretagne, particulièrement dans le Yorkshire, jusque dans les années 1930. Durant la Seconde Guerre mondiale, l'hippophagie est fréquente en France, en Allemagne et aux États-Unis, où dans les années d'après-guerre, elle gagne une courte popularité, son utilisation dans les hôpitaux étant attestée. Jusqu'en 1985, le Harvard Faculty Club à l'université Harvard proposait du cheval à son menu, depuis au moins un siècle.
Éric Baratay, comme Jean-Pierre Digard, explique le rejet de plus en plus fort pour l'hippophagie dans les pays développés par le changement de statut du cheval, devenu proche de l'animal de compagnie. D'après une étude de l'OFIVAL, l'hippophagie baisse de 60 % entre 1980 et 2001 en France. Brigitte Bardot révèle les conditions de transport du cheval de boucherie au public en 1983, et sept épidémies de trichinellose éclatent entre 1975 et 1998, avec 2 800 cas en Italie et en France, contribuant aussi à la marginaliser. L'hippophagie a gardé une relative importance en Italie, selon un sondage réalisé en 1989, 11 % des habitants y consomment du cheval au moins une fois par semaine.

### Mesures de protection

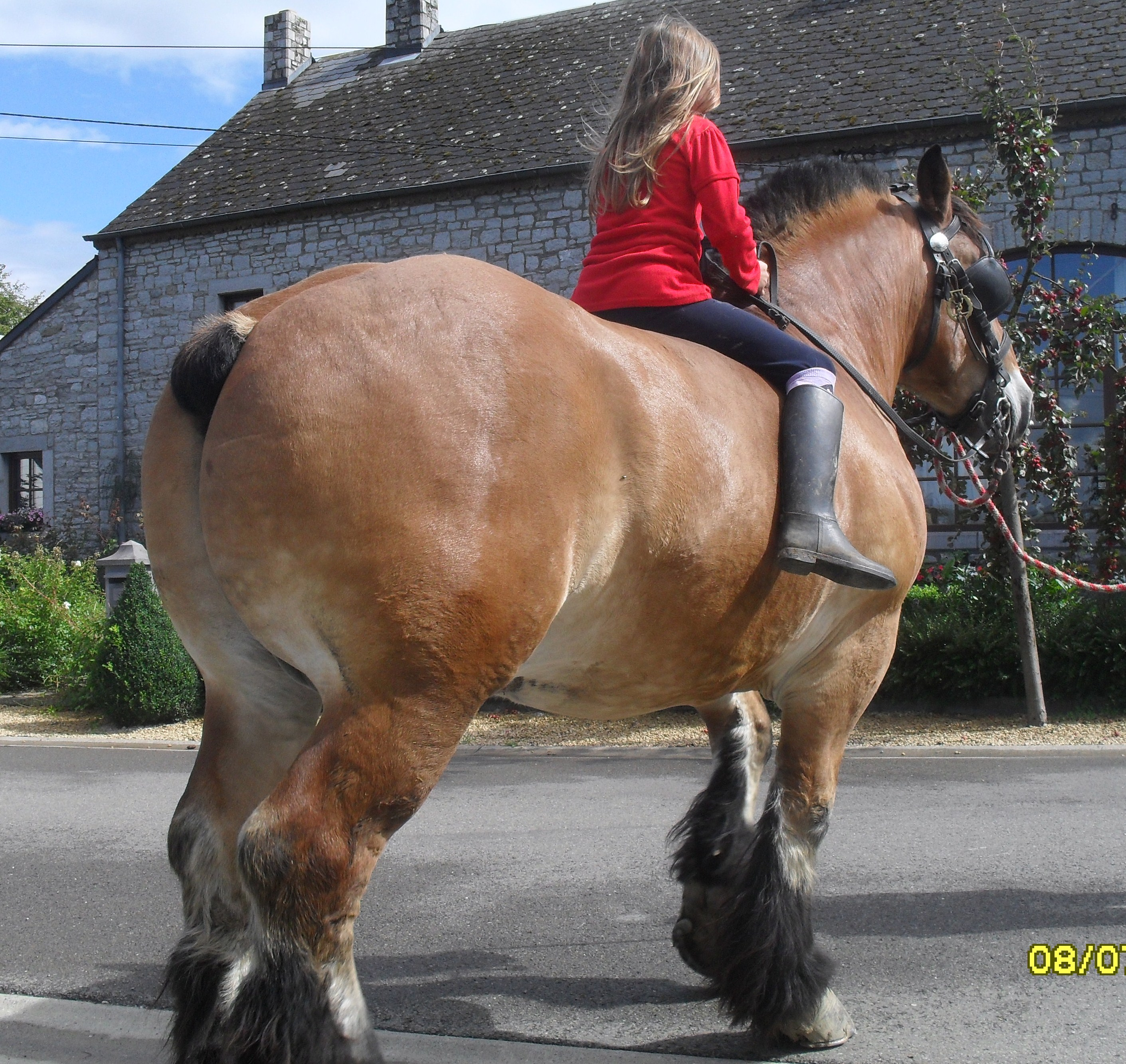
Cheval de trait ardennais belge caudectomisé.

La majorité des réglementations en faveur de la protection des chevaux interviennent à la fin du siècle. Ainsi, la caudectomie (l'écourtage de la queue par sectionnement intervertébral) est interdite en Belgique depuis 1986, et en France depuis 1996, dans le cadre, d'après Philippe Vasseur, d'une « série d'actions destinées à faire respecter un code de bonne conduite à l'égard des animaux ». Cette évolution se fait aussi sentir dans le milieu du sport équestre. La fédération française d'équitation limite le nombre de coups de cravache autorisés à trois en 1990. Les parcours de saut d'obstacles et de concours complet sont de plus en plus réglementés. Le nombre des parcours quotidiens du cheval de saut est limité et toute chute est éliminatoire.

### Équitation éthologique
Le développement de l'équitation éthologique est lui aussi indissociable de la sensibilité grandissante envers le cheval à la fin du XXe siècle. Les premiers pratiquants connus sont issus du milieu du western américain. Ils développent cette approche par réaction envers les pratiques traditionnelles des cow-boys, qui « brisent les chevaux », afin de proposer une alternative à l'équitation western classique. Les cavaliers pionniers sont Tom Dorrance et Ray Hunt. Depuis les années 1980, ce courant s'est imposé progressivement dans le paysage équestre, et le savoir qu'il véhicule s'est codifié. Le film à succès de Robert Redford, L'Homme qui murmurait à l'oreille des chevaux (1998), popularise les principes de l'équitation éthologique auprès d'un large public.

## Arts, culture et fiction

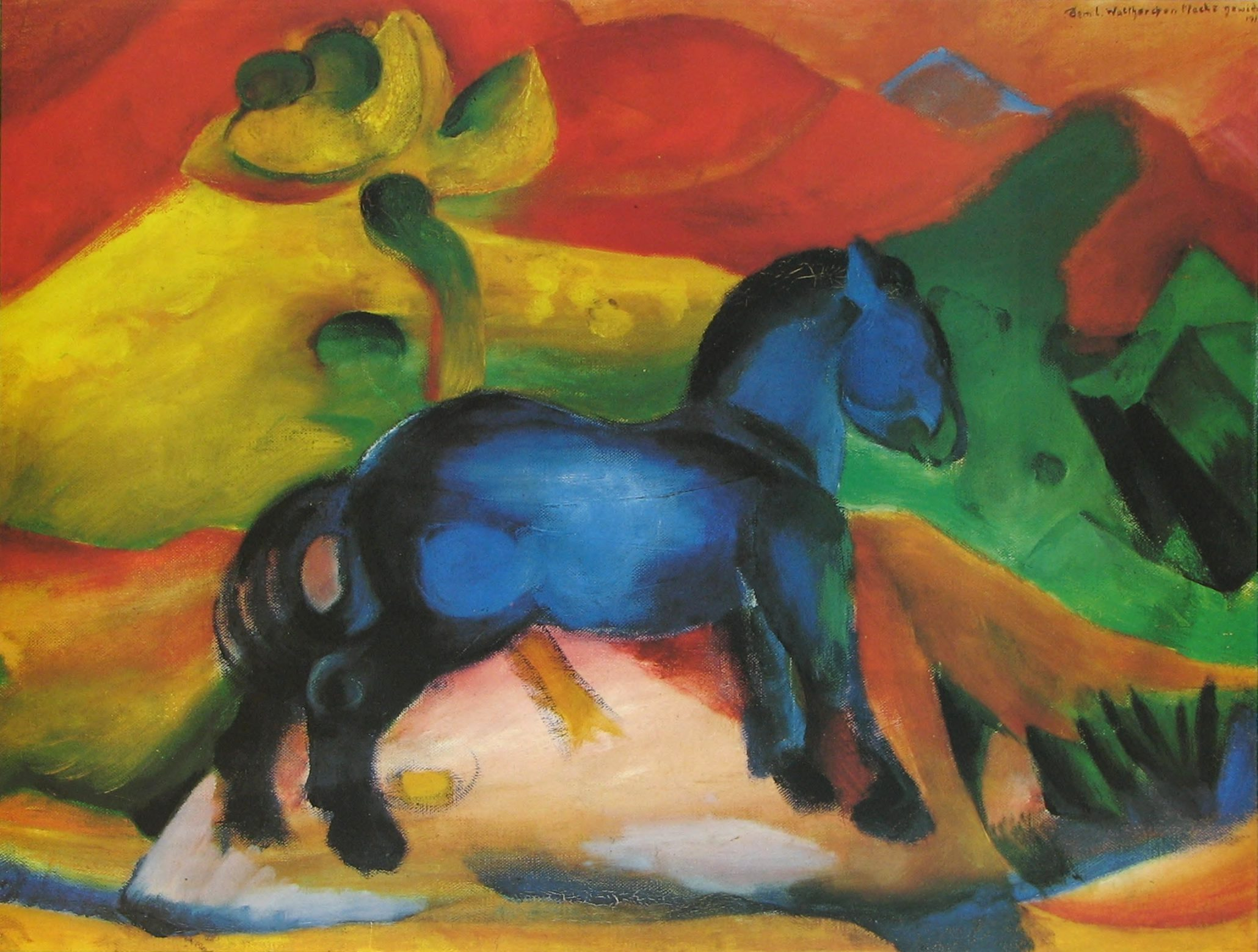
Le Cheval Bleu (1912), de Franz Marc.

Le XXe siècle, époque de transition pour le cheval, lui accorde aussi une place dans toutes les productions artistiques et la culture en général. Si Frederic Remington (mort en 1909) représente de nombreuses scènes de l'Ouest américain avec des chevaux, l'un des peintres les plus connus pour ses représentations de chevaux est l'Allemand expressionniste Franz Marc, notamment avec Le Cheval bleu. Pablo Picasso (1881-1973), qui y associe volontiers le taureau et le minotaure, accorde au cheval une place prépondérante dans son imaginaire.
Le XXe siècle est également marqué par de grandes sagas littéraires et des films accordant une place importante aux chevaux.

### Littérature
En littérature de fiction, l'œuvre majeure est incontestablement la saga de L'Étalon noir par Walter Farley, série de livres jeunesse dont le premier tome a remporté le Young Reader's Choice Award en 1944. Le cheval de cette série, Black, a été élu plus célèbre cheval de fiction du XXe siècle par le New York Times. L'Étalon noir raconte l'amitié qui unit un jeune adolescent, Alec Ramsay, et l'étalon Black, un animal sauvage qui devient un champion de courses hippiques. Des adaptations ont été réalisées en bande dessinée, au cinéma et en série télévisée.
Mon amie Flicka de Mary O'Hara (1941) est également un classique du roman jeunesse, formant une trilogie avec Le Fils de Flicka (1943) et L'Herbe verte du Wyoming (1946), qui raconte l'amitié entre un jeune garçon et ses chevaux dans un ranch américain. John Steinbeck a écrit la nouvelle Le Poney rouge (1933). En France, on peut citer La Jument verte de Marcel Aymé (1933). En dehors des romans jeunesse, Les Cavaliers (1967), roman qui dépeint la société afghane, est considéré comme l'un des chefs-d'œuvre de Joseph Kessel. Le roman de Cormac McCarthy De si jolis chevaux (All the Pretty Horses), paru en 1992, dépeint la société des cow-boys américains à l'arrivée des années 1950 et reçoit le National Book Award la même année. En France, les principaux écrivains du cheval à la fin du siècle sont l'ancien chroniqueur hippique Homéric (avec notamment Le Loup mongol, lauréat du prix Médicis 1998), Jérôme Garcin (La Chute de cheval) et Jean-Louis Gouraud (Célébration du cheval). En 2000, le premier tome de Heartland est publié aux États-Unis. La saga connaît un grand succès au siècle suivant, avec une quarantaine de tomes traduits dans de nombreuses langues, et une série télévisée.

### Cinéma

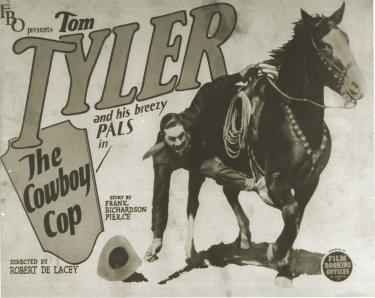
Affiche du film western américain The Cowboy Cop, 1926.

L'association la plus connue entre cheval et cinéma du XXe siècle est celle des films western, dans lesquels l'animal est omniprésent. D'après le Larousse du cheval, les films western reprennent une image de cheval merveilleux proche des mythologies. Bien souvent, le cheval de l'ouest sauvage est capable de galoper des heures durant sans jamais se fatiguer, n'obéit qu'à son maître voire a de l'affection pour lui, et se révèle extraordinairement intelligent. Henri Gougaud dit à ce propos qu'« un cow-boy sans sa monture n’est qu’un centaure brisé en deux, une âme séparée d’un corps, un être sans existence profonde, trop seul, trop maladroit pour tenir à notre inconscient le discours que nourrit un rêve millénaire. Le véritable héros de western, c’est le cheval, la plus noble conquête du cinéma ».
En dehors des films westerns, l'univers du sport hippique domine dans les films américains de la première moitié du siècle, en témoignent La Fille de Négofol (1925), La Course de Broadway Bill et son remake Jour de chance par Frank Capra, Saratoga et Un jour aux courses, tous deux sortis en 1937, et surtout Le Grand National, un film à succès avec Mickey Rooney sorti en 1944.
Le moyen-métrage français Crin-Blanc, sorti en 1953, offre un thème très différent, celui de l'enfance, du rêve et du voyage, thèmes qui sont retrouvés dans le film irlandais Le Cheval venu de la mer sorti en 1992. La saga littéraire de L'Étalon noir est adaptée en film en 1979 et 1983, et deux adaptations de Black Beauty, le roman d'Anna Sewell écrit à la fin du XIXe siècle, voient le jour en 1971 et 1994. La fin du siècle est marquée par le film américain L'Homme qui murmurait à l'oreille des chevaux (1998), de et avec Robert Redford.